# Collection Borghèse

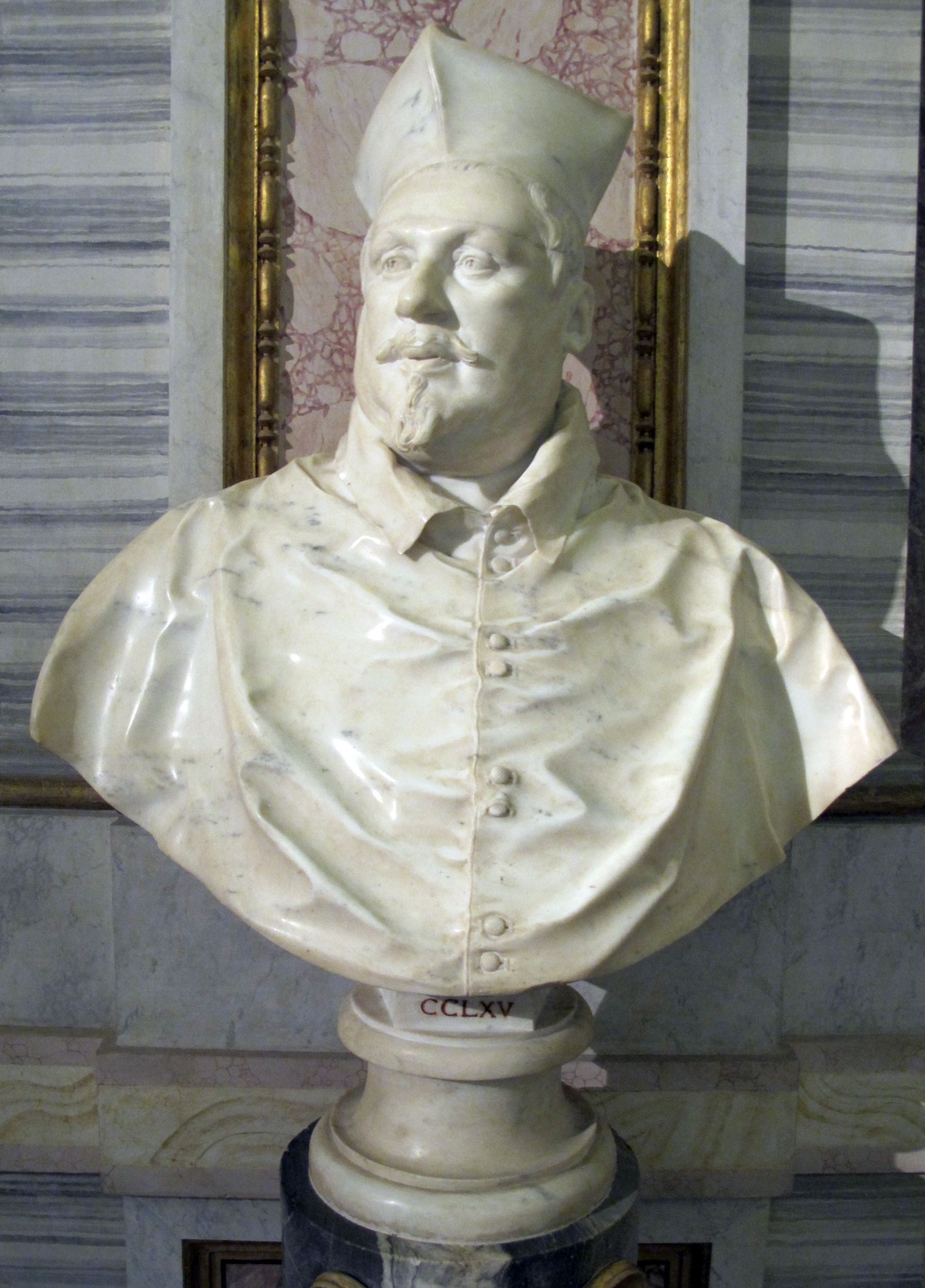
Le Bernin, Buste du cardinal Scipione Borghese, v. 1632, Galerie Borghèse.

La collection Borghèse est une collection d'œuvres d'art née au XVIIe siècle à Rome et représentant l'une des plus grandes expressions de la culture baroque. Elle a été constituée par la famille Borghese (ou Borghèse). Elle doit son évolution et son prestige au cardinal Scipione Caffarelli-Borghese, neveu du pape Paul V, l'une des personnalités les plus influentes et les plus clairvoyantes du mécénat romain de l'époque.
La collection, qui comprend des pièces archéologiques, des sculptures romaines, des tableaux des Vieux Maîtres et d'art moderne, mais aussi des éléments d'ameublement (meubles, objets), fut dès le début parmi les plus importantes et remarquables de la ville et d'Europe, conservée dans les possessions de la famille Borghèse, essentiellement dans la Villa Borghèse du Pincio, dans le palais du Borgo (aujourd'hui Palais Giraud-Torlonia et le Palais Borghèse du Campo Marzio.
Elle comprend des œuvres du Caravage, de Raphaël, de Titien et d'art de la Rome antique. Les Borghese ont aussi acheté de nombreuses œuvres aux principaux peintres et aux sculpteurs de leur époque : Scipione Borghese a commandé deux bustes-portraits au Bernin,.
La majeure partie de la collection est demeurée intacte et est exposée à la Galerie Borghèse, même si une partie importante des sculptures classiques a été vendue en 1807 par les héritiers de la famille au musée du Louvre, entrant dans les collections napoléoniennes. En 1902, l'État italien acheta le reste de la collection et la plaça dans un musée à l'intérieur de la résidence historique du Pincio, donnant ainsi naissance à la Galerie Borghèse.

## Histoire

### XVIIesiècle

#### Collection du cardinal-neveu Scipione Borghese

##### Origines

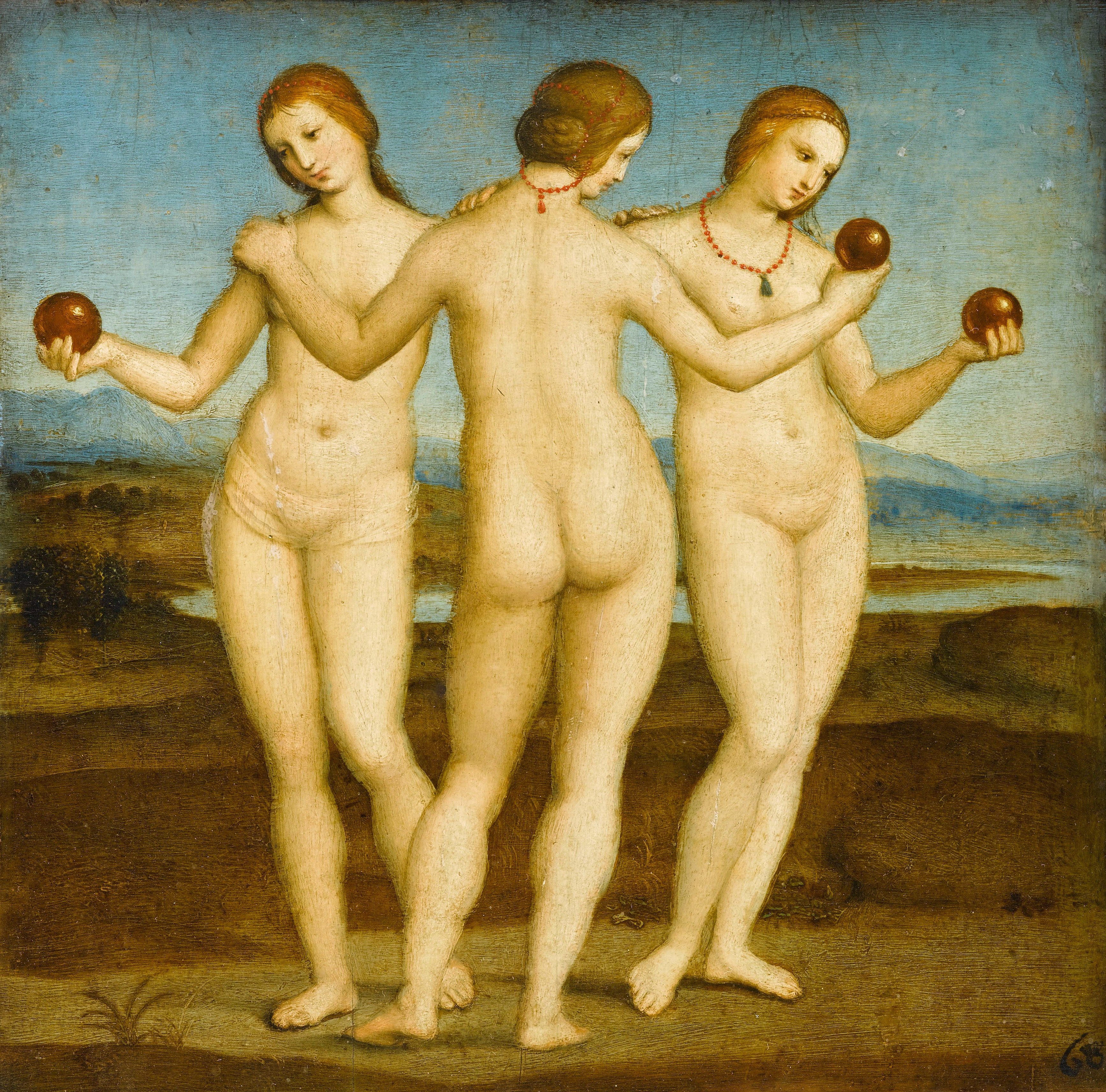
Raphaël, Les Trois Grâces, 1504-1505, musée Condé, Chantilly.

Les premières œuvres de la collection, d'origine toscane, apparaissent vers 1519, avec Pietro Borghese (1469-1527), originaire de Sienne et sénateur de Rome à partir de 1515 à la demande du pape Léon X.
Le noyau le plus important de la collection est cependant dû à l'importante collection de Scipione Caffarelli-Borghese, dont l'ascension sociale se déroule parallèlement à l'accession au trône papal en 1605 de son oncle, le frère de sa mère, le pape Paul V Borghese. La passion pour l'art conduit le cardinal-neveu à ne reculer devant rien pour acquérir de nouvelles pièces pour sa propre collection : celle-ci commence avec des œuvres appartenant au patrimoine familial, précisément quelques sculptures et peintures anciennes de maîtres toscans cataloguées dans les collections de Pietro, dont Les Trois Grâces de Raphaël (aujourd'hui au musée Condé de Chantilly). Elle se poursuit avec des achats, des saisies et des commandes pour former l'une des plus importantes collections d'art italiennes. Sa collection est décrite en termes poétiques dès 1613 par Scipione Francucci.
Une grande partie de la collection est d'abord constituée d'antiquités trouvées lors des différentes fouilles effectuées parmi les possessions des Borghèse, comme celles des jardins de Lamia, près de l'Esquilin, ou des jardins de Salluste au Campo Marzio. Les goûts artistiques du cardinal sont hétérogènes ; il est un collectionneur passionné et un amateur des expressions artistiques les plus diverses, mais les œuvres qui le séduisent sont toutes orientées vers un langage qui a pour dénominateur commun celui de l'art ancien : les peintures médiévales et byzantines sont quasi absentes des collections, alors qu'il y a des œuvres remarquables de peintres qui étudient pourtant de près la statuaire classique, comme Le Bernin, Le Dominiquin, Titien, Guido Reni, Bronzino, Nicolas Poussin, Raphaël, Le Caravage, ou encore Rubens.

##### Agrandissement de la collection

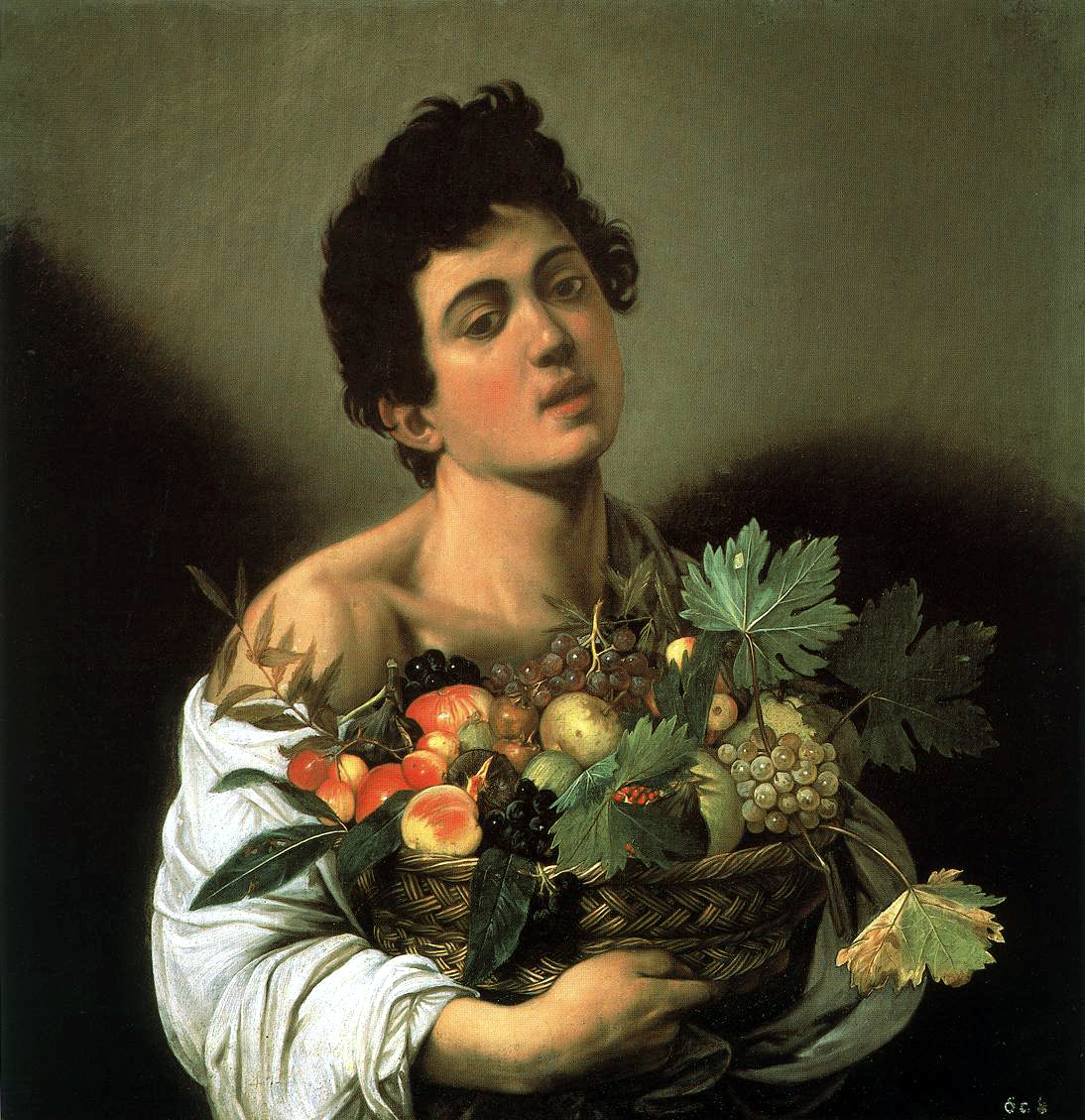
Le Caravage, Garçon avec un panier de fruits, entre 1593 et 1594, Galerie Borghèse.

La collection de Scipione n'est pas seulement le résultat des commandes qu'il passe auprès des peintres et sculpteurs de l'époque : elle s'enrichit surtout grâce aux collections d'autres personnes, données, achetées ou même confisquées. En 1607, il reçoit en cadeau de son oncle  le pape Paul V 107 œuvres saisies par le pontife à l'atelier du Cavalier d'Arpin, parmi lesquelles se trouvent le Garçon pelant un fruit, Le Petit Bacchus malade et le Garçon avec un panier de fruits du Caravage. L'année suivante, le Retable Baglionide Raphaël est pris de force de nuit de la chapelle Baglioni de l'église San Francesco al Prato de Pérouse et transportée à Rome pour être donnée au cardinal Scipione par motu proprio.

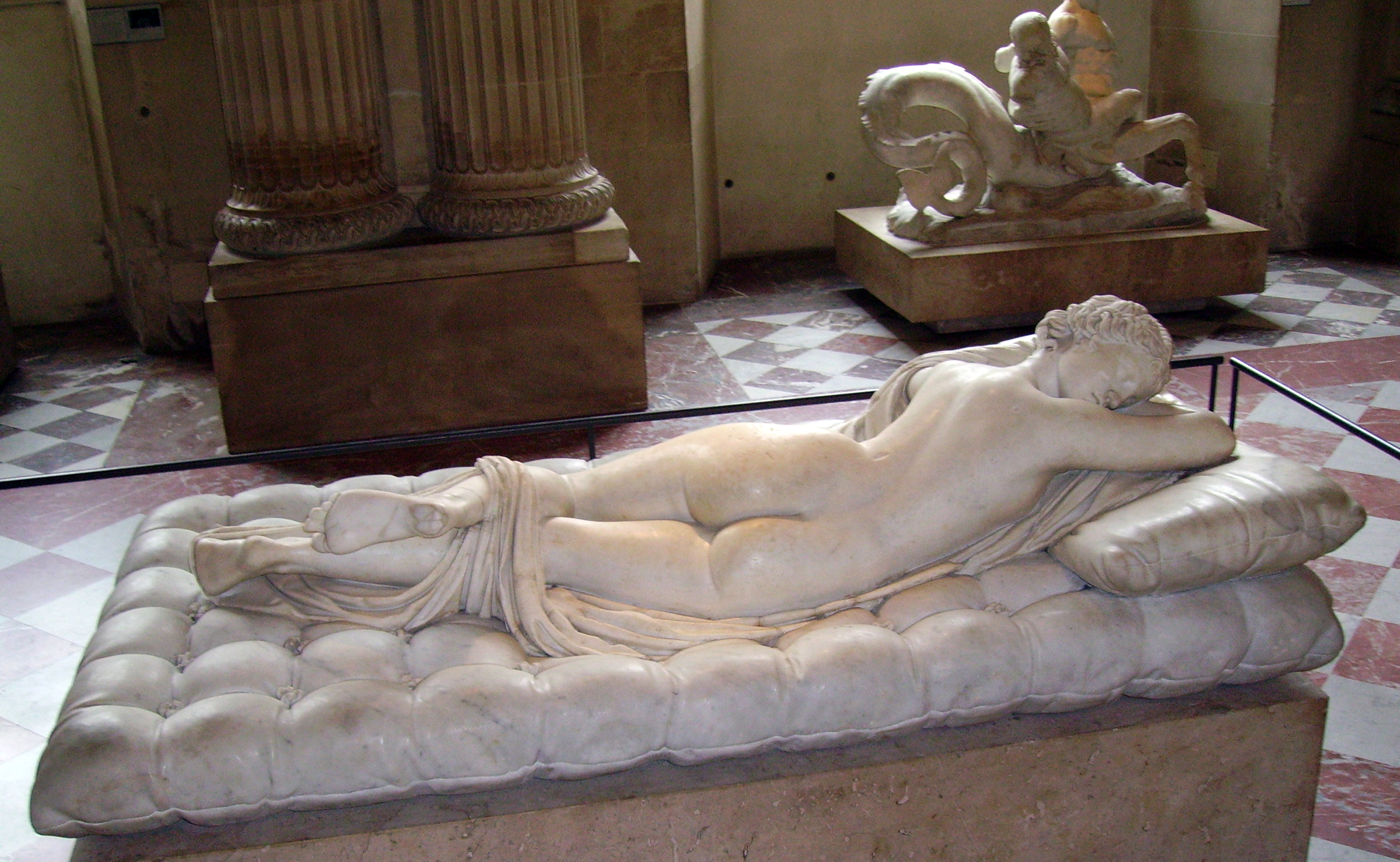
Hermaphrodite endormi restauré par Le Bernin, musée du Louvre.

Parmi les achats les plus importants, figurent ceux de 1605 de La Madone des palefreniers du Caravage, rejetée par la Confrérie peu avant son installation dans la basilique Saint-Pierre, celle d'une partie de la collection de Tommaso della Porta, sculpteur et antiquaire, dont proviennent les Centaures de Furietti (aujourd'hui au musée du Louvre à Paris) et les bustes des Douze Césars de Giovan Battista della Porta (aujourd'hui à la Galerie Borghèse), ceux de 1608, dont la collection du cardinal Enzo Bentivoglio, d'où proviennent une partie des œuvres d'origine ferraraise qui composent la collection, comme les deux paysages de Nicolò dell'Abbate et Girolamo da Carpi, et celle du cardinal Paolo Emilio Sfondrati, d'où proviennent environ 71 tableaux, dont certaines pièces qui deviendront parmi les plus précieuses de la collection, comme l'Amour sacré et Amour profane de Titien (maintenant à la Galerie Borghèse), le Portrait du pape Jules II (maintenant à la National Gallery de Londres) et La Vierge de Lorette (maintenant au musée Condé de Chantilly), toutes deux de Raphaël. L'achat de l' Hermaphrodite endormi, restauré plus tard par le Bernin (aujourd'hui au musée du Louvre), date également dans la même période, qui est trouvé en 1608 entre les thermes de Dioclétien et les jardins de Salluste, en échange duquel le cardinal s'engage à contribuer financièrement à l'édificatuion de l'église en construction sur ce terrain, à l'acquisition du Gladiateur Borghèse (aujourd'hui au musée du Louvre), découvert lors de fouilles effectuées près d'Anzio, et enfin Le Souper à Emmaüs du Caravage (aujourd'hui à la National Gallery de Londres), acquis après 1605, provenant de la collection de Ciriaco Mattei.
Durant ces années, où Scipione se concentre sur l'acquisition du plus grand nombre d'œuvres possible pour lui-même, le cardinal est cependant également attentif aux commandes artistiques adressées aux artistes romains du XVIIe siècle : Giovanni Baglione, à qui il demande de peindre Judith avec la tête d'Holopherne en 1608, Rubens, Giovanni Lanfranco, qui reçoit parmi les commandes les plus importantes celle de décorer la voûte de la salle des Empereurs de la villa du Pincio avec le grand cycle du Conseil des Dieux (1624-1625), Le Guerchin, avec la Gloire du saint (1622-1626) pour la basilique San Crisogono (aujourd'hui au Lancaster House à Londres), Lavinia Fontana, Lodovico Cigoli, Guido Reni, qui est déjà à Rome, appelé en 1613 par le pape Borghèse pour décorer la chapelle de l'Annunziata du palais du Quirinal, qui est en cours de rénovation dans ces années grâce aux interventions promues par Paul V lui-même et pour la création en 1614, de la fresque du Chariot de l'Aube sur la voûte de la salle principale du casino familial du palais du Quirinale, pour laquelle le paiement est enregistré en 1616, Orazio Gentileschi, qui en 1611, décore la voûte d'un autre casino du même palais avec des fresques avec des Histoires des Muses (l'ensemble du complexe du Quirinal deviendra plus tard le Palais Pallavicini Rospigliosi) et d'autres artistes.

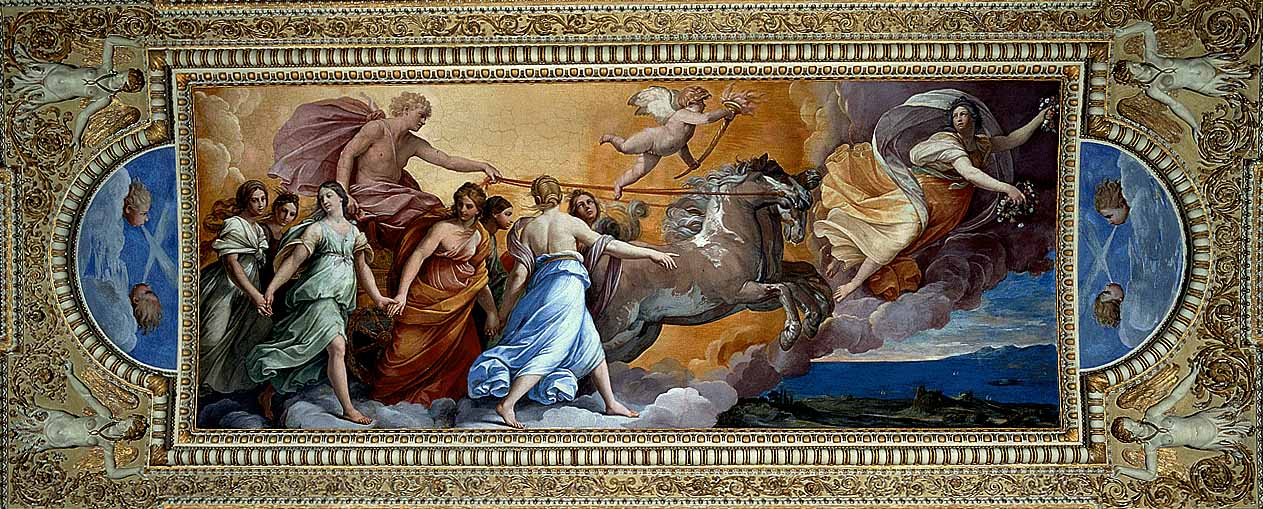
Guido Reni, fresque du Chariot de l'Aube sur la voûte du casino du palais Pallavicini Rospigliosi (anciennement Borghèse)
Giovanni Lanfranco, fresque du Conseil des Dieux sur la voûte de la Salle des Empereurs de la Villa Borghèse Pinciana

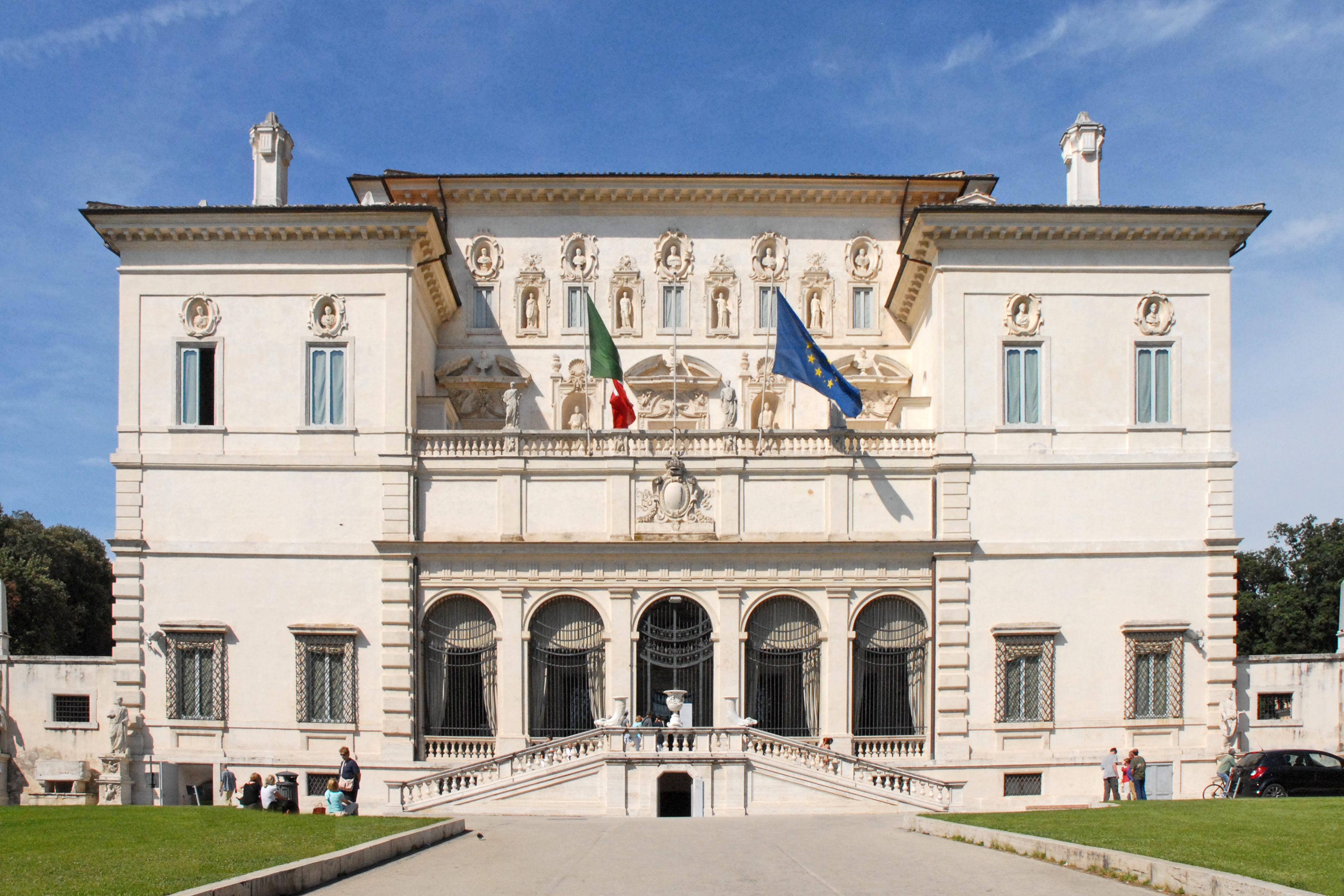
Villa Borghèse Pinciana, aujourd'hui Galerie Borghèse.

Les collections sont à l'origine réparties entre les différentes propriétés de la famille Borghèse, toutes créées à la demande et sous la direction du cardinal Scipione, qui est l'un des hommes les plus puissants de Rome, avec un revenu annuel d'environ 90 000 écus en 1609, qui s'élève à 140 000 écus à partir de 1612.
L'acquisition de la La Chasse de Diane et de la Sibylle de Cumes du Dominiquin remonte à environ 1617, commandée à l'origine par le cardinal Pietro Aldobrandini mais volée par Borghèse après avoir détenu de force le peintre émilien en prison dans le but de faire chanter le cardinal « rival », qui lui vend les deux œuvres,.

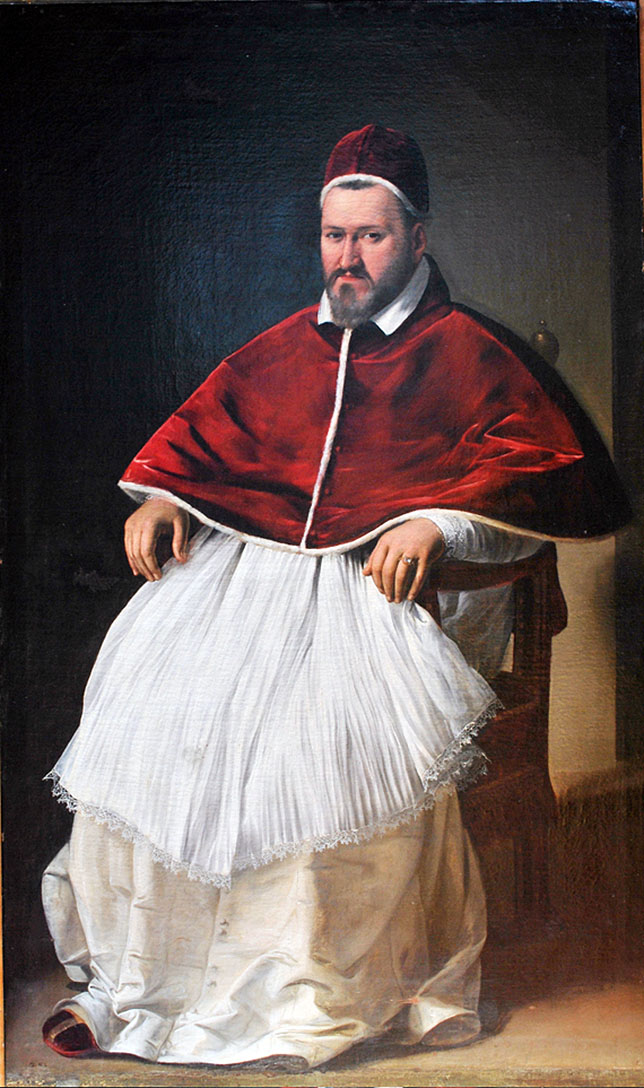
Le Caravage, Portrait du pape Paul V, v. 1605-1606, Galerie Borghèse.

La majeure partie de la collection est transférée à l'intérieur de la Villa Pinciana et dans son jardin, lorsqu'elle est achevée, vers 1615 ; une autre partie, toujours relative aux œuvres picturales et aux découvertes archéologiques, se trouve dans le Palazzo di Borgo de la via della Conciliazione, propriété des Borghèse de 1609 à 1635, et qui devient plus tard celle de la famille Torlonia ; une autre partie de la collection se trouve dans le palais Borghèse du Campo Marzio, construit en 1591, toujours sur mandat du cardinal et au nom du nouvel acheteur, le cardinal Camillo Borghese (futur pape Paul V). Ce dernier commande au Caravage vers 1605 son portrait en robe papale, encore conservé aujourd'hui dans les salles du palais (où il se trouvait avec une grande partie de la galerie de peintures jusqu'au début du XXe siècle) car il ne faisait pas partie des collections d'État de la Galerie Borghèse. Une autre partie de la collection se trouve alors dans le palais Pallavicini Rospigliosi (commandé par Scipione et qui reste dans la famille pendant une courte période jusqu'en 1616) ; enfin, une autre partie de la collection se trouve à la Villa Mondragone à Frascati, principalement des antiquités trouvées dans les environs.

##### Commandes au Caravage et au Bernin
Les commandes les plus prestigieuses directement initiées par Scipione Borghese sont celles liées aux relations que le cardinal entretient avec deux des artistes les plus importants et les plus influents de Rome de l'époque : le jeune Gian Lorenzo Bernini, exclusivement en sa qualité de sculpteur, et non pas comme architecte, qui, grâce à ces commandes, impose bientôt son rôle sur la scène artistique de la ville, et Le Caravage, auteur déjà établi et déjà présent dans les collections de Scipione, qui fait ses demandes « à distance » car l'artiste a déjà fui la cité papale ; il est présent dans les collections avec douze de ses tableaux (entre acquisitions et commandes).
De 1615 à 1623, Le Bernin exécute pour le cardinal de très célèbres groupes sculpturaux, encore conservés aujourd'hui dans la Galerie, donc la La Chèvre Amalthée avec Jupiter enfant et un faune, Énée, Anchise et Ascagne, L'Enlèvement de Proserpine, créé en 1621 mais qui restera dans la Galerie seulement deux ans, Scipione l'ayant offert en cadeau au cardinal Ludovico Ludovisi (la sculpture est ensuite rachetée par l'État italien au XXe siècle et exposée à nouveau dans la Galerie), le David, initialement commandé par le cardinal Alessandro Damasceni Peretti pour sa résidence de Montalto delle Marche, ce n'est qu'après la mort prématurée de ce dernier que Scipione Borghese reprend la commande, et enfin  Apollon et Daphné, achevé en 1625 et qui est la dernière œuvre réalisée par le sculpteur pour le neveu du cardinal.

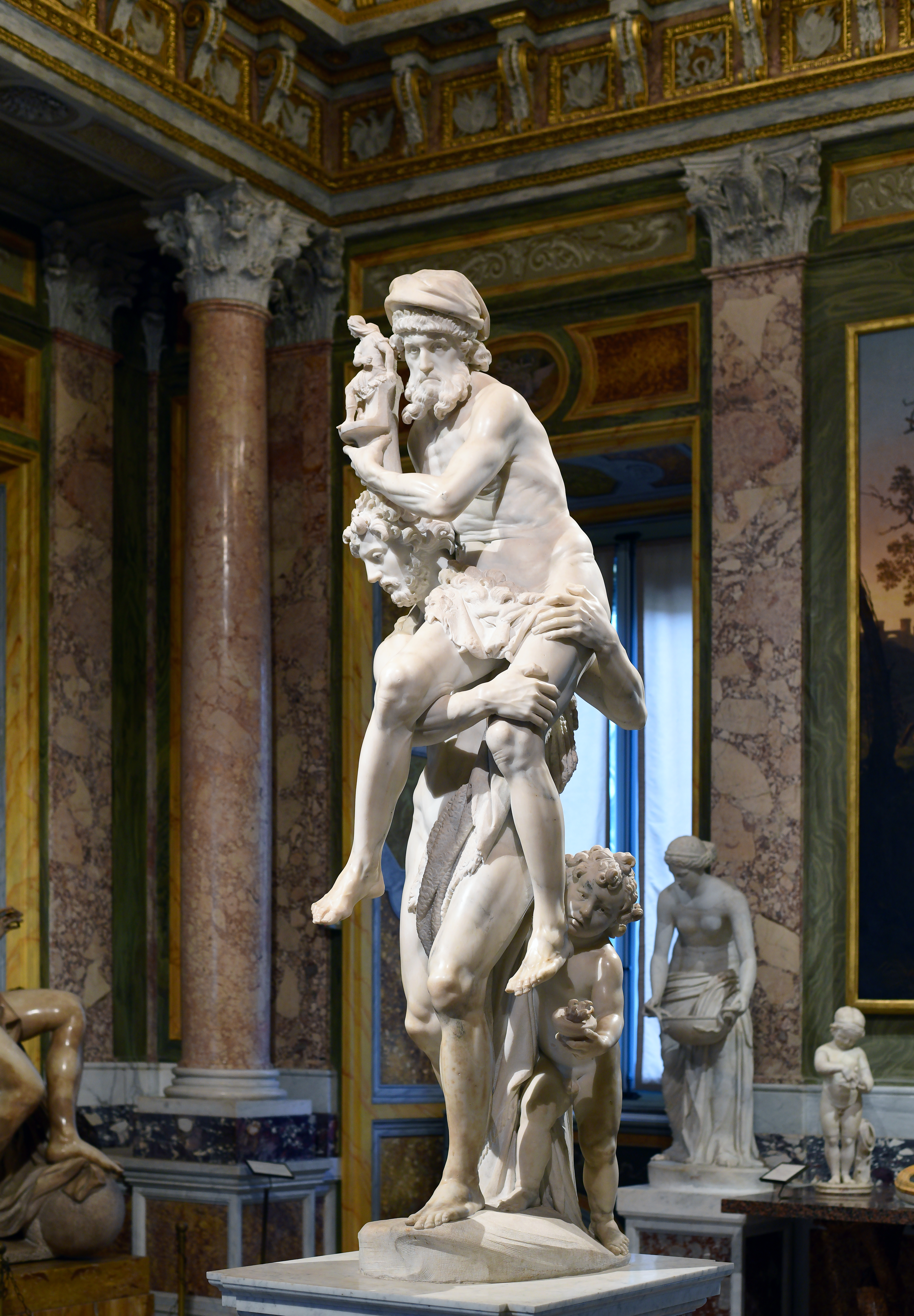
Énée, Anchise et Ascagne (1619).
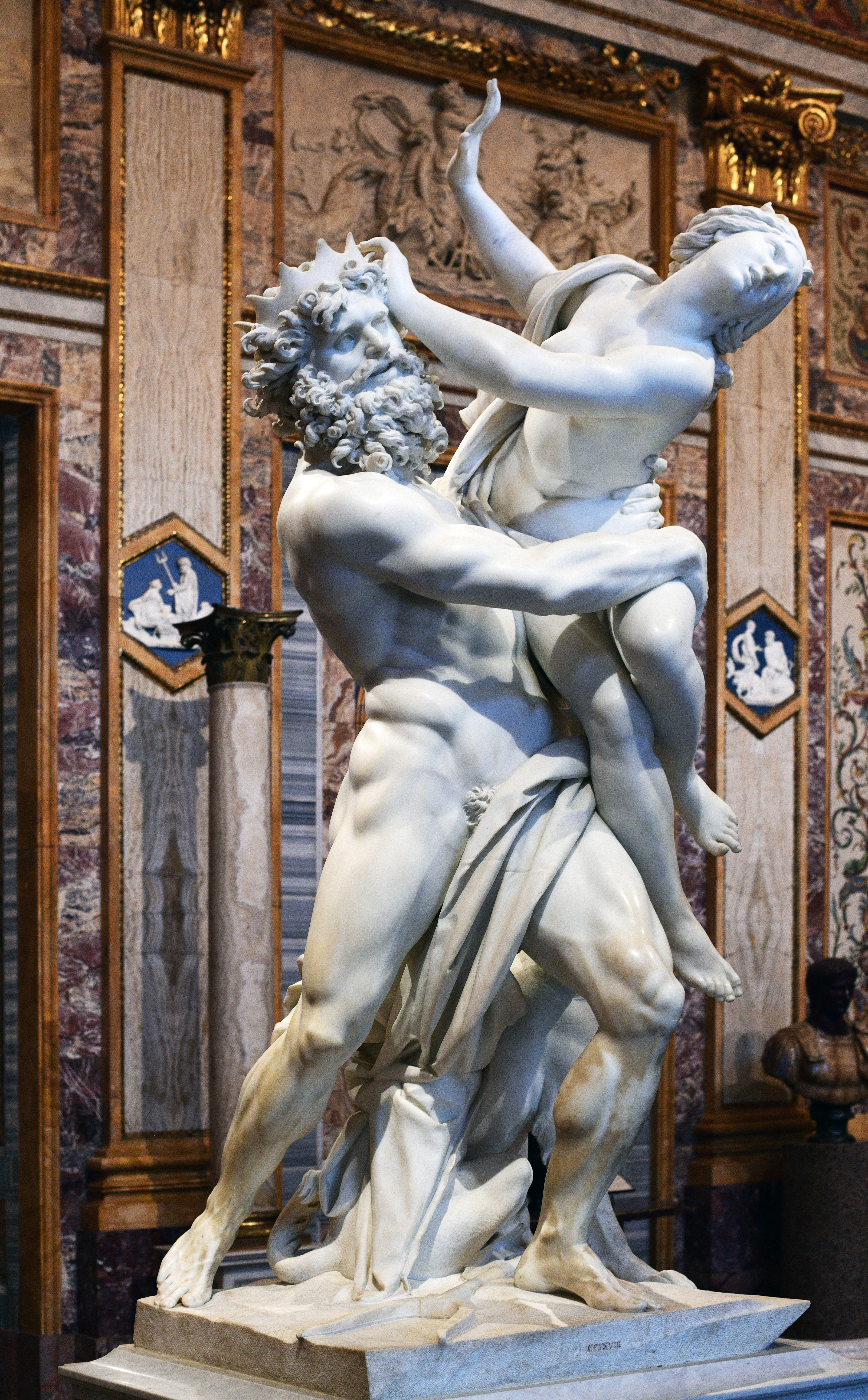
L'Enlèvement de Proserpine (1621–1622).
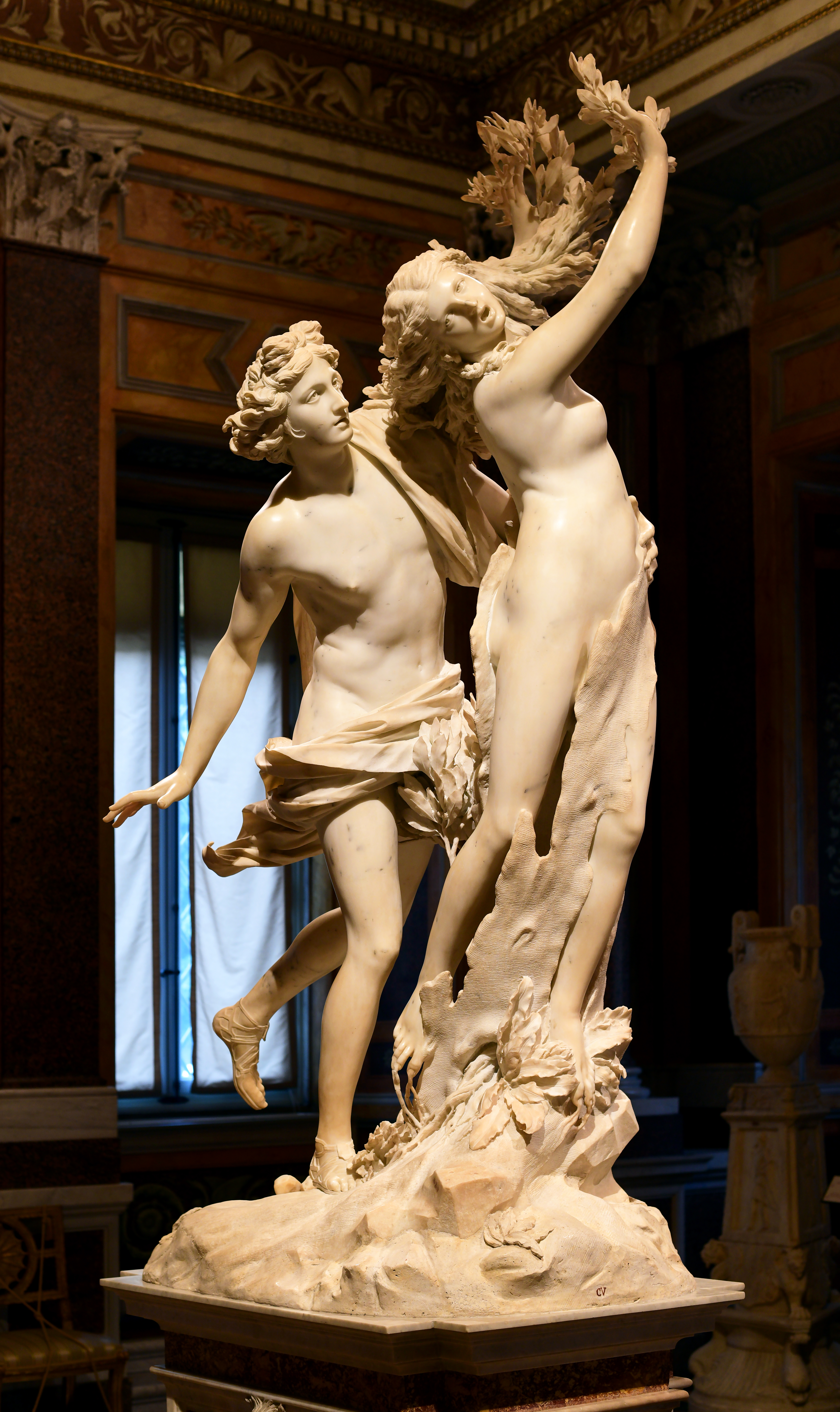
Apollon et Daphné (1622–1625).
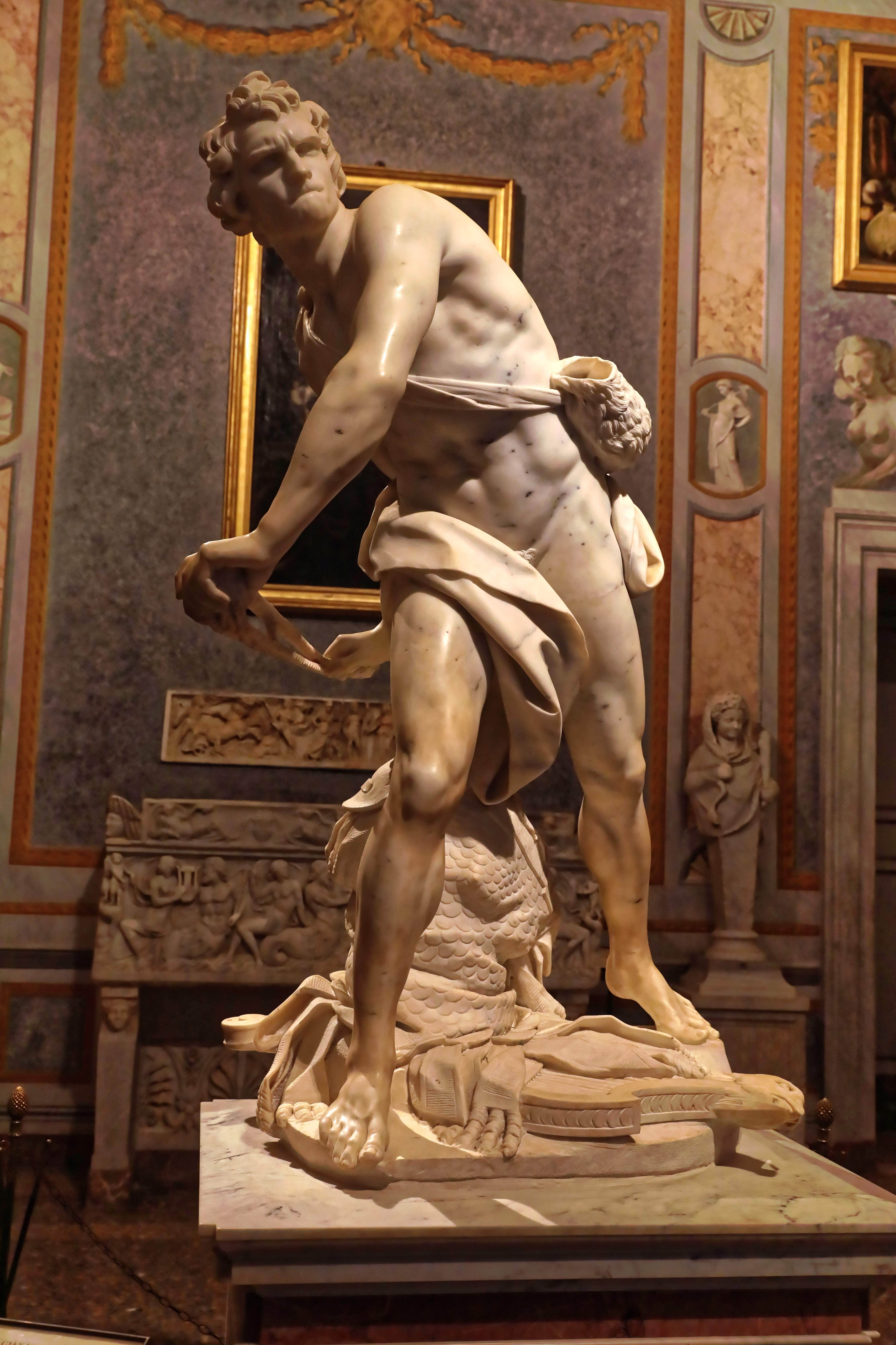
David (1623–1624).

Les commandes adressées au Caravage ont lieu en revanche dans les années de maturité du peintre lombard, lors de son deuxième séjour napolitain, alors qu'il essaie de gagner avec ses œuvres une éventuelle grâce papale pour écarter les condamnations reçues les années précédentes : Saint Jean-Baptiste allongé (aujourd'hui dans une collection privée allemande), Saint Jérôme écrivant, Saint Jean-Baptiste et David avec la tête de Goliath (aujourd'hui tous dans la Galerie Borghèse) et enfin Marie-Madeleine en extase (aujourd'hui dans une collection privée romaine) qui, bien que commandée par Scipione, n'est jamais entrée dans ses collections car, après la mort prématurée du Caravage, elle est revenue à sa protectrice Costanza Colonna à titre de garantie des droits des créanciers et héritiers du peintre, pour ensuite disparaître,.

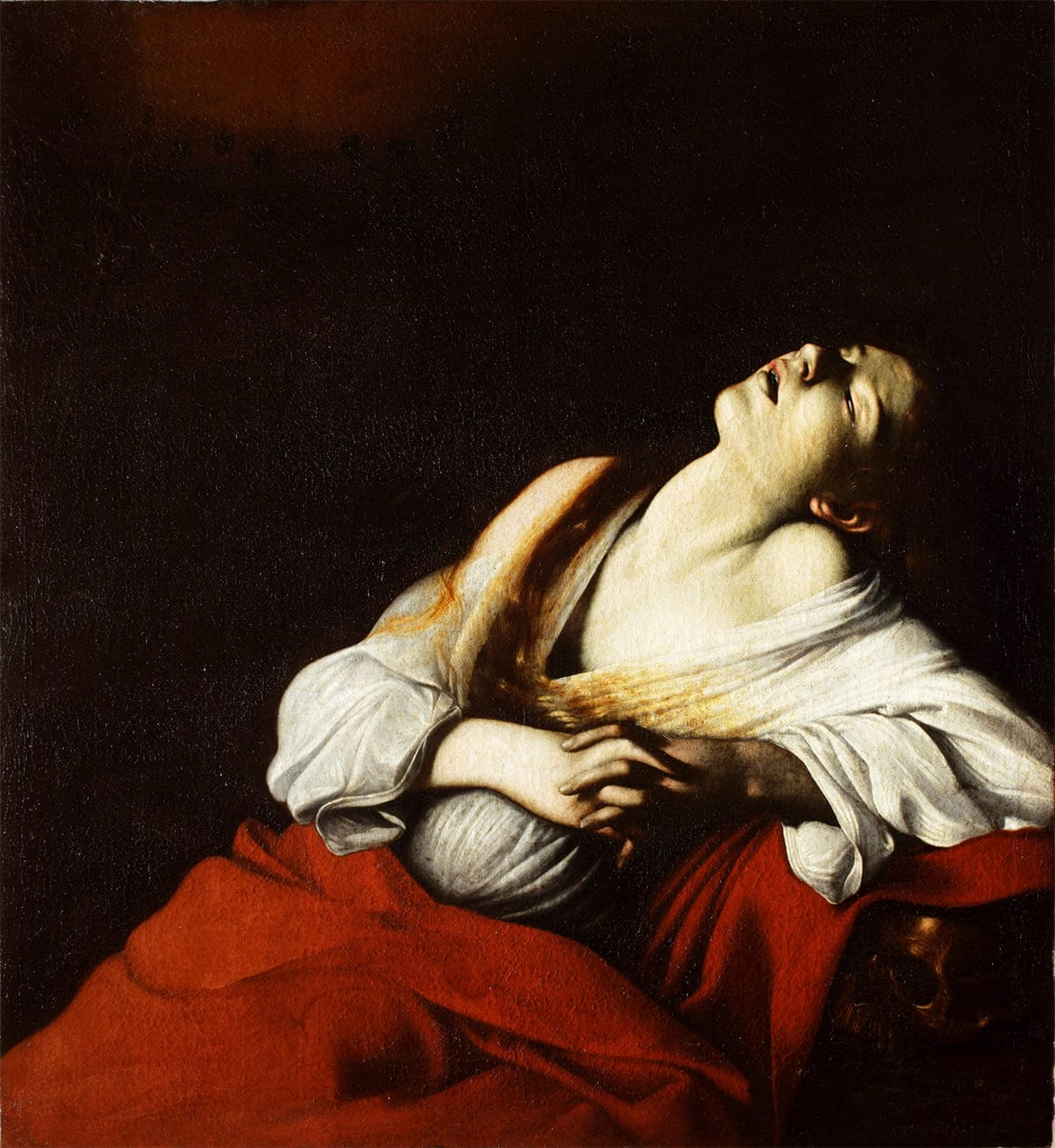
Marie-Madeleine en extase
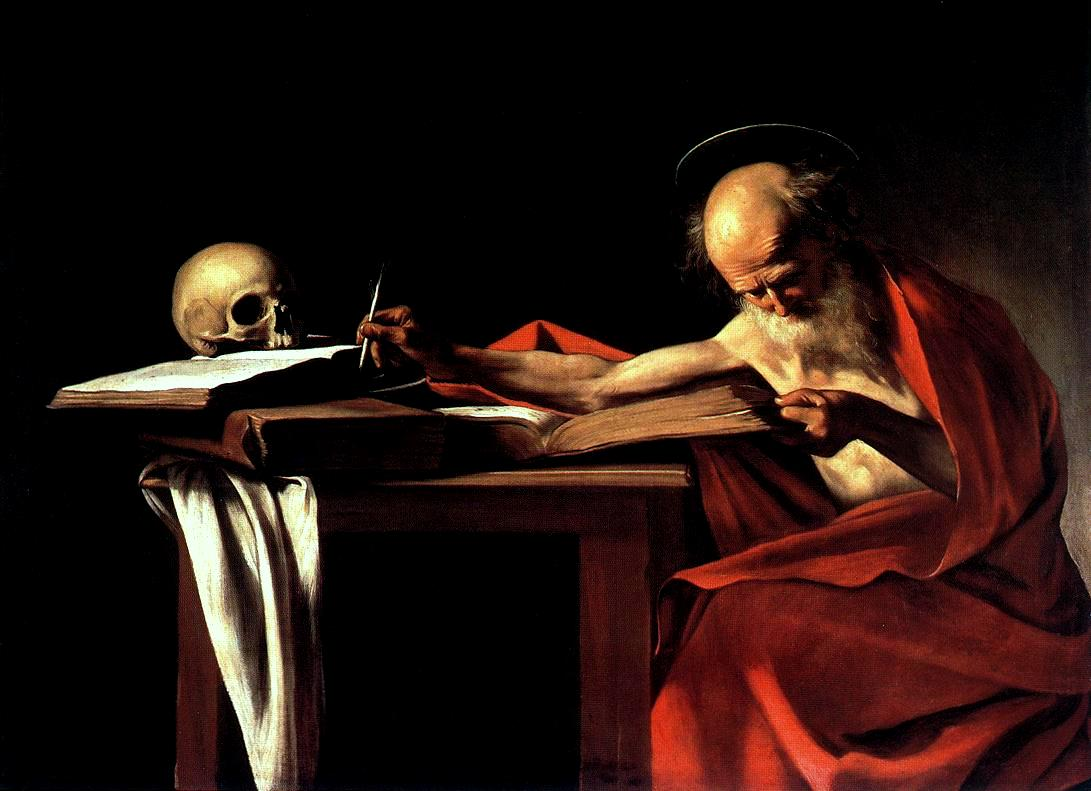
Saint Jérôme écrivant
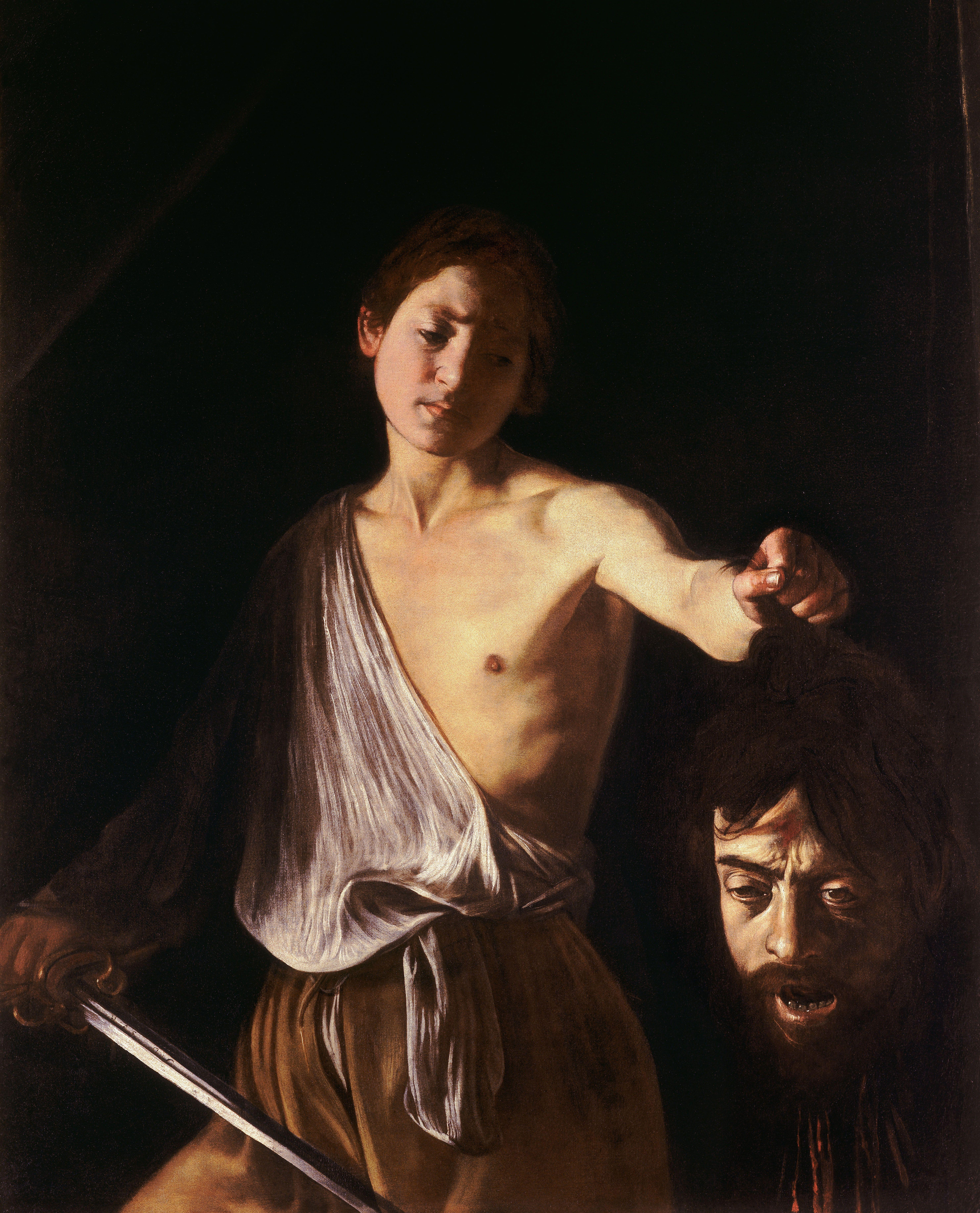
David avec la tête de Goliath
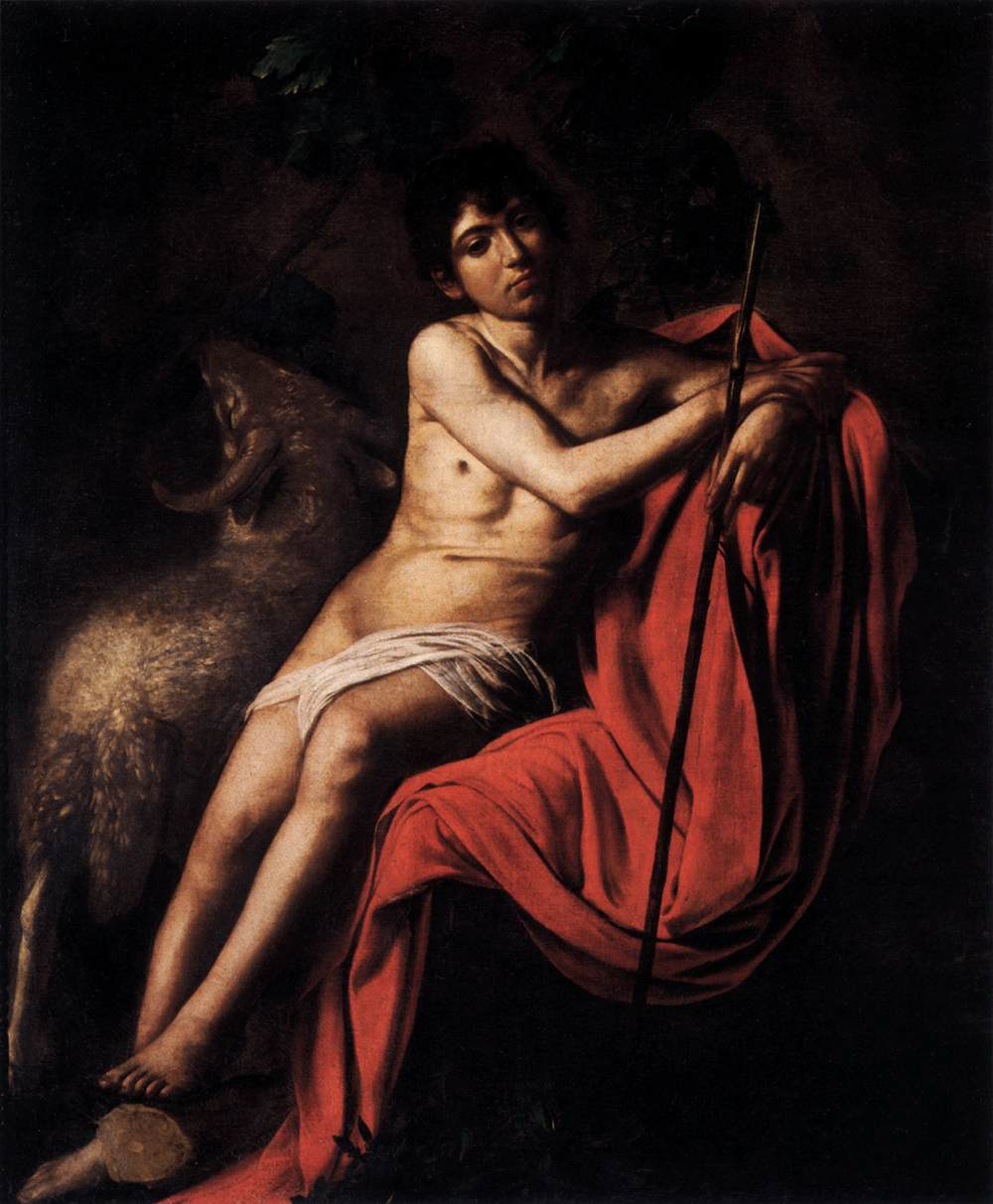
Saint Jean-Baptiste

##### Fin de la période de Scipione Borghese
A la mort de Scipione, en 1633, la collection est parmi les plus importantes et les plus renommées de la ville, citée par de nombreux voyageurs de passage à Rome ; avec la mort du cardinal, tous les biens meubles et immeubles sont soumis à un fidéicommis nécessaire pour préserver leur intégrité, ce qu'il advient jusqu'à la fin du XVIIIe siècle, lorsque la dynastie familiale, et avec elle aussi la collection, connait des années difficiles.

#### Héritage de la collection Aldobrandini (1682)

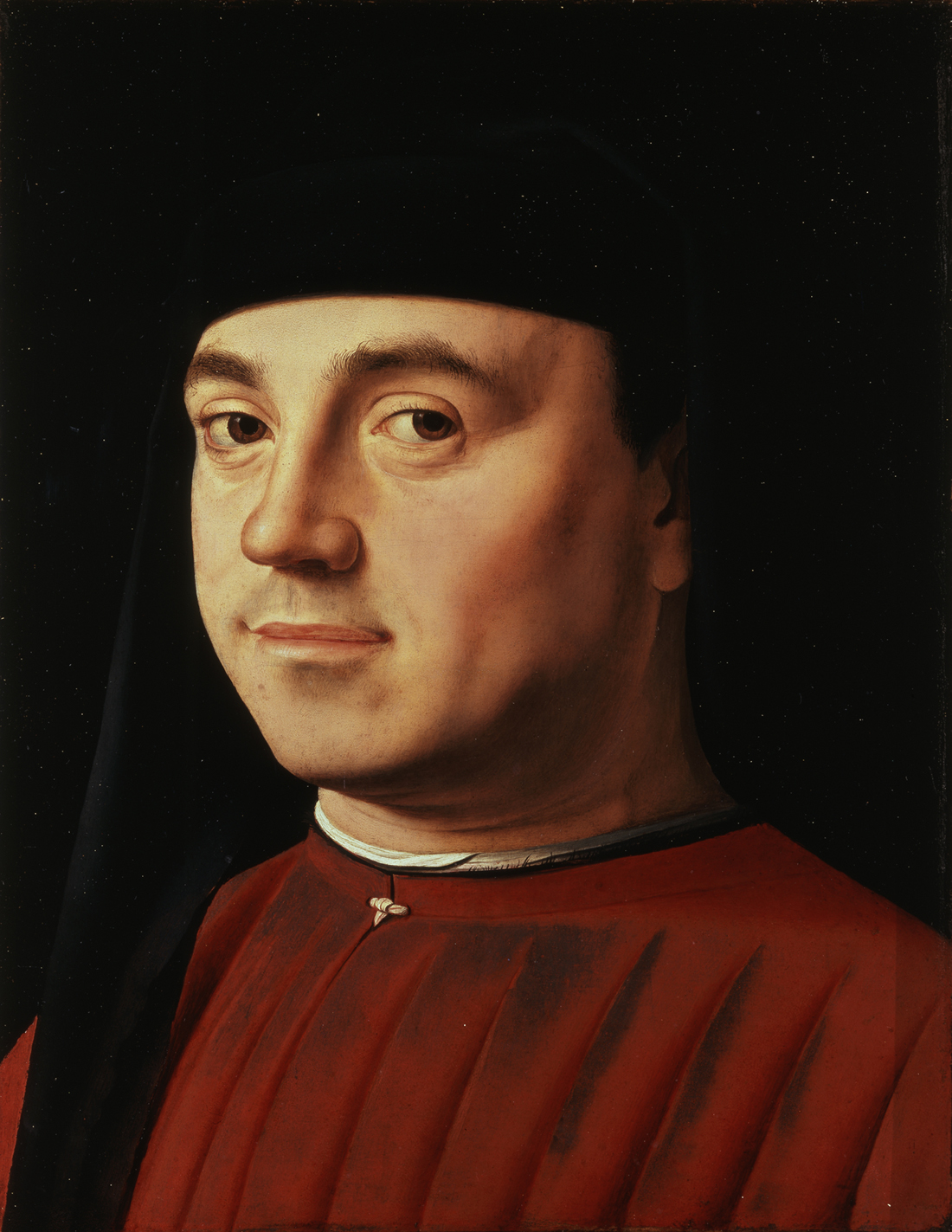
Antonello da Messina, Portrait d'un homme, v. 1475.

Au cours de la seconde moitié du XVIIe siècle, la famille Borghèse continue d'élargir la collection de Scipione. Un ajout important provient de l'héritage d'Olimpia Aldobrandini, la première épouse de Paolo Borghèse. En 1682 la collection Aldobrandini, remarquable pour la qualité et la quantité des œuvres, est partagée entre ses enfants, issus de deux lits différents : une partie va à Giovanni Battista Pamphili, prince de San Martino al Cimino et Valmontone, qui enrichit la collection Pamphilj actuellement conservée à la Galerie Doria-Pamphilj de la Via del Corso (Rome), et une autre à Giovanni Battista Borghese, prince de Sulmona, qui rejoint sa collection familiale.
Des œuvres particulièrement importantes proviennent de ce legs, comme La Dame à la licorne (maintenant à la Galerie Borghèse ) et la La Vierge aux candélabres (maintenant au Walters Art Museum de Baltimore), toutes deux de Raphaël, le Portrait d'un homme d'Antonello de Messine (aujourd'hui à la Galerie Borghèse), le Portrait d'un gentilhomme de Lorenzo Lotto (aujourd'hui à la Galerie Borghèse), ainsi qu'un grand nombre de toiles de l'école de Ferrare, provenant d'un précédent legs de Lucrèce d'Este en faveur de Pietro Aldobrandini, données à sa nièce Olimpia, comme des œuvres de Garofalo, Ludovico Mazzolino, Ippolito Scarsella et Ortolano Ferrarese.
Le premier inventaire de la collection Borghèse, détaillé et exhaustif dans le catalogage et la description des œuvres, tant artistiques qu'archéologiques, est établi en 1693.

### XVIIIesiècle

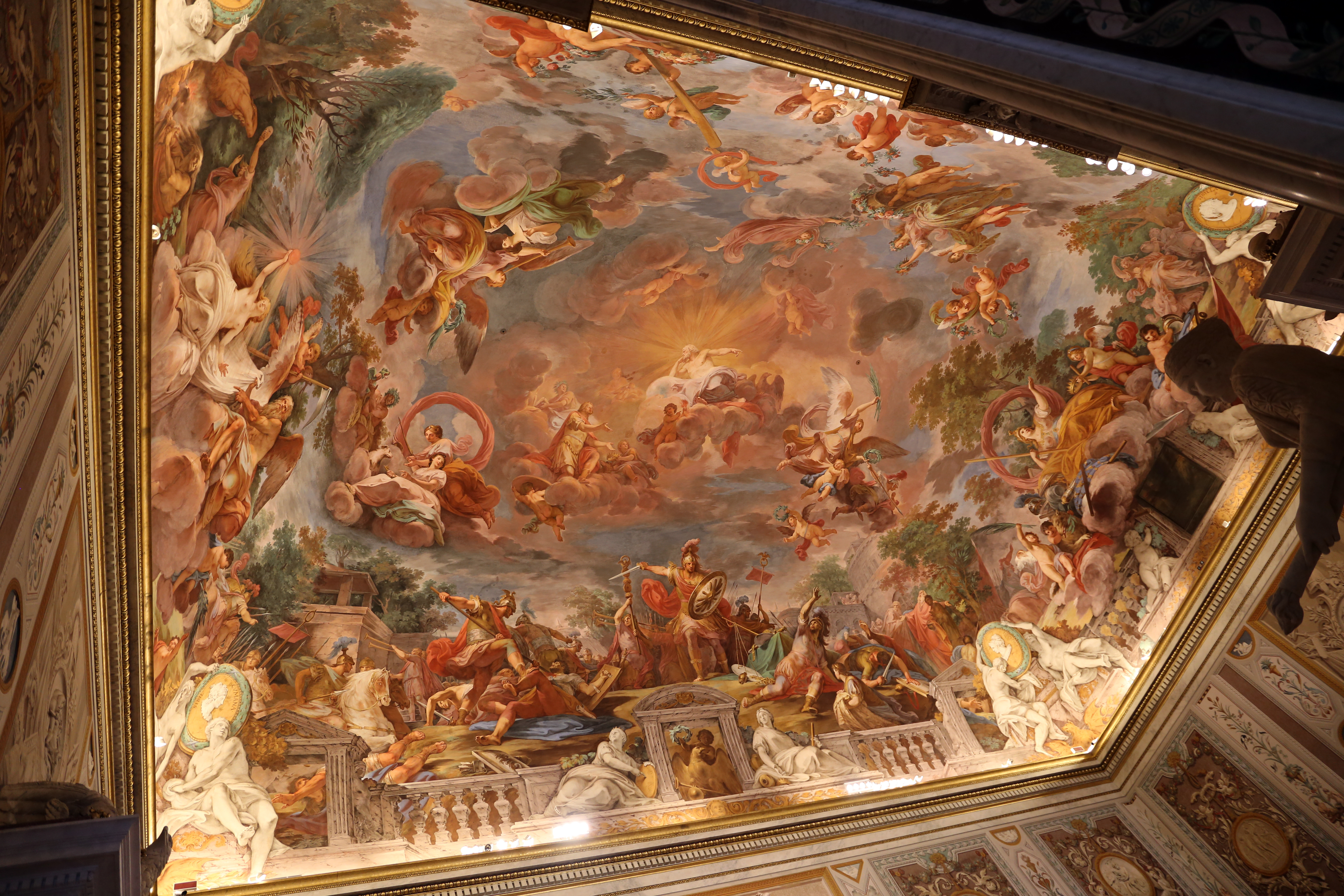
Mariano Rossi, Allégories de la Gloire et Camillo rompant les négociations avec Brenno, 1775-78, voûte du hall d'entrée de la Villa Borghèse.

Au XVIIIe siècle, la collection connait peu d'évolutions, des événements ont toutefois un impact négatif sur son destin dans la dernière partie de la période. Au cours du siècle, plusieurs travaux de modernisation ont lieu dans la Villa Borghese Pinciana, dont une reconstruction des voûtes des pièces du bâtiment avec plusieurs cycles de fresques réalisées par des peintres locaux (Mariano Rossi, Francesco Caccianiga, Pietro Angeletti, Domenico De Angelis, Laurent Pécheux) ; parmi les commandes précédentes de Scipion, seul le Conseil des Dieux de Giovanni Lanfranco a survécu. Parmi les cycles les plus remarquables, figure celui exécuté entre 1775 et 1779, lorsque Marcantonio Borghese (1730-1800), à l'occasion de la naissance de son fils aîné Camille Borghèse, prince de Sulmona, charge Mariano Rossi de peindre le grand cycle de fresques pour la voûte du hall d'entrée, avec les Allégories de la Gloire et Camillo rompant les négociations avec Brenno. Parallèlement à ces travaux, les collections d'antiquités sont réorganisées au sein des espaces du complexe.
En 1760, la famille acquiert la Villa Aldobrandini de Frascati et quelques œuvres déjà présentes dans sa collection provenant des Pamphilj (juste éteints car ils n'ont pas d'héritiers), dont L'Adoration des bergers d' Andrea Mantegna (aujourd'hui au MET de New York), Le Festin des dieux de Giovanni Bellini et Titien (maintenant à la National Gallery of Art de Washington) et Bacchus et Ariane de Titien (maintenant à la National Gallery de Londres), à la suite d'une demande de reconnaissance des titres Aldobrandini par la famille Borghèse puisqu'eux aussi sont les descendants du dernier représentant de la famille, à savoir Olimpia Aldobrandini,. L'Adoration des bergers d' Andrea Mantegna ainsi que les deux Bacchanales de Giovanni Bellini et du Titien, toutes déjà présentes dans la collection Aldobrandini puis dans la collection Pamphilj, sont donc acquises en 1769 par Paolo Borghese Aldobrandini (mort en 1792), ,. Entre-temps, en 1781, une autre version ancienne de l' Hermaphrodite endormi est trouvée (aujourd'hui dans la Galerie Borghèse) qui remplace alors la première version redécouverte qui, déjà restaurée par le Bernin (qui ajouta le matelas à la sculpture) vers 1620, fera partie en 1807 des collections du musée du Louvre. En 1792, lors des fouilles de la Via Praenaestina, environ quarante-huit autres ouvrages archéologiques sont découverts.

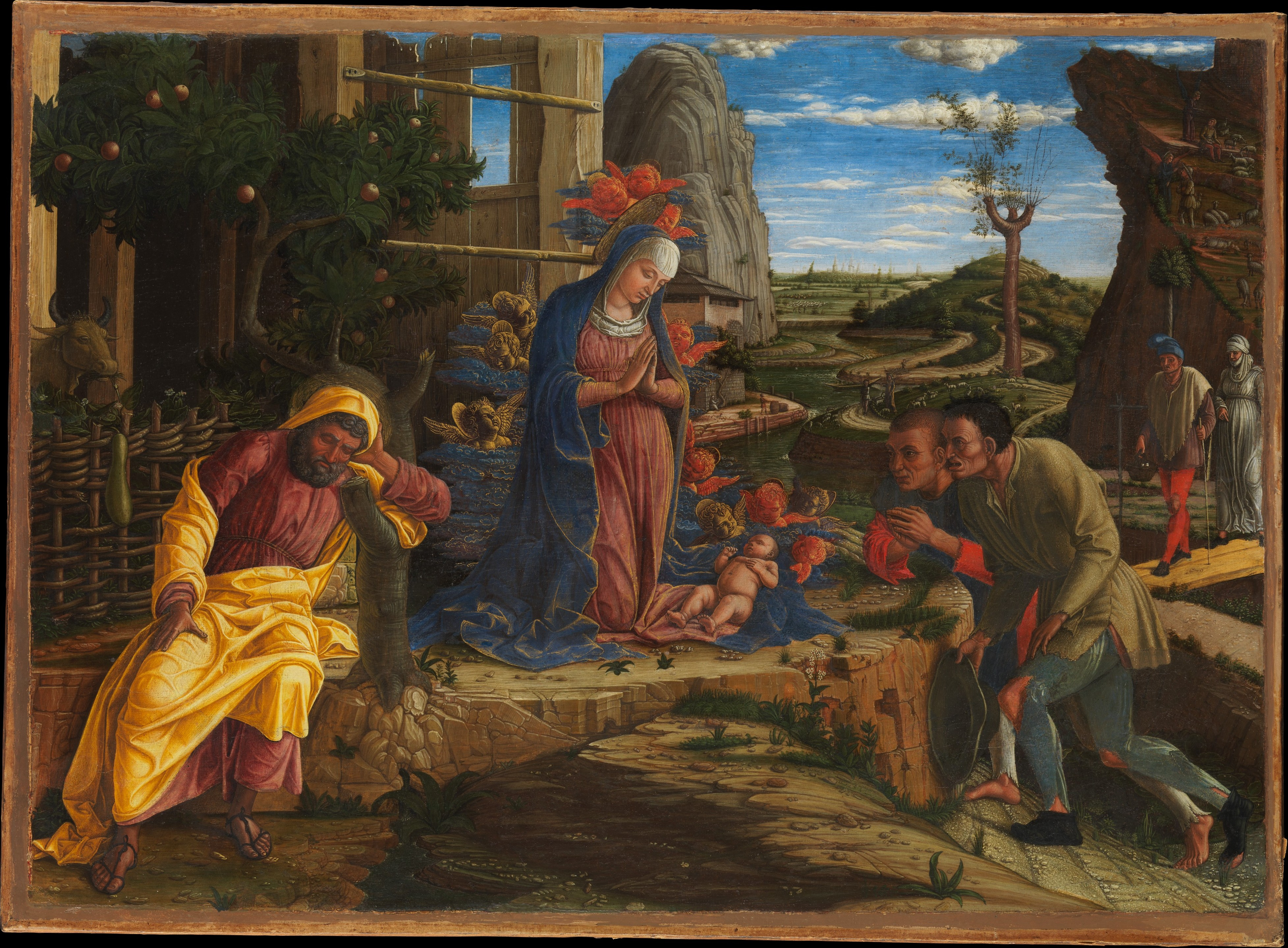
Andrea Mantegna, L'Adoration des bergers
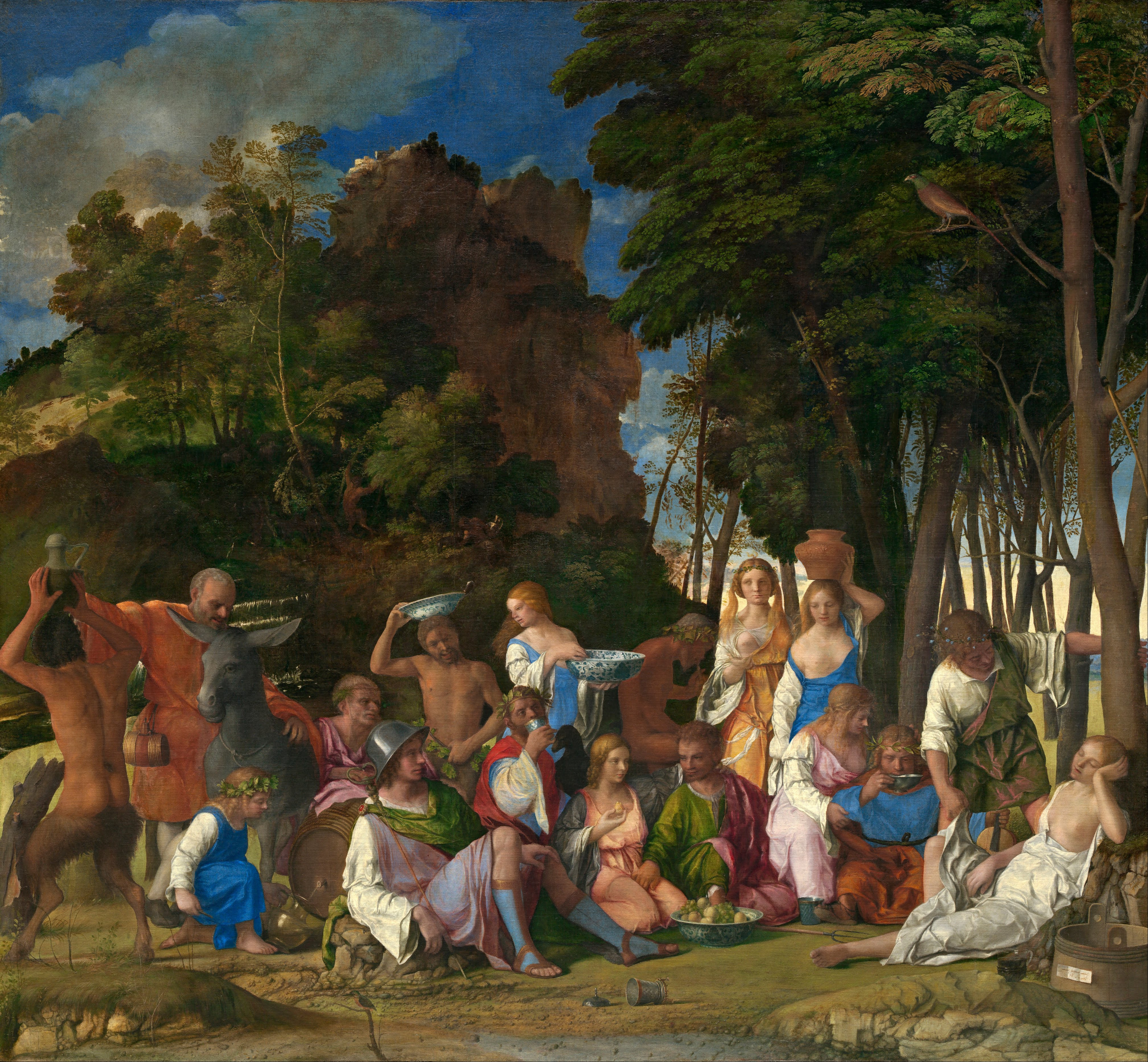
Giovanni Bellini et Titien, Le Festin des dieux
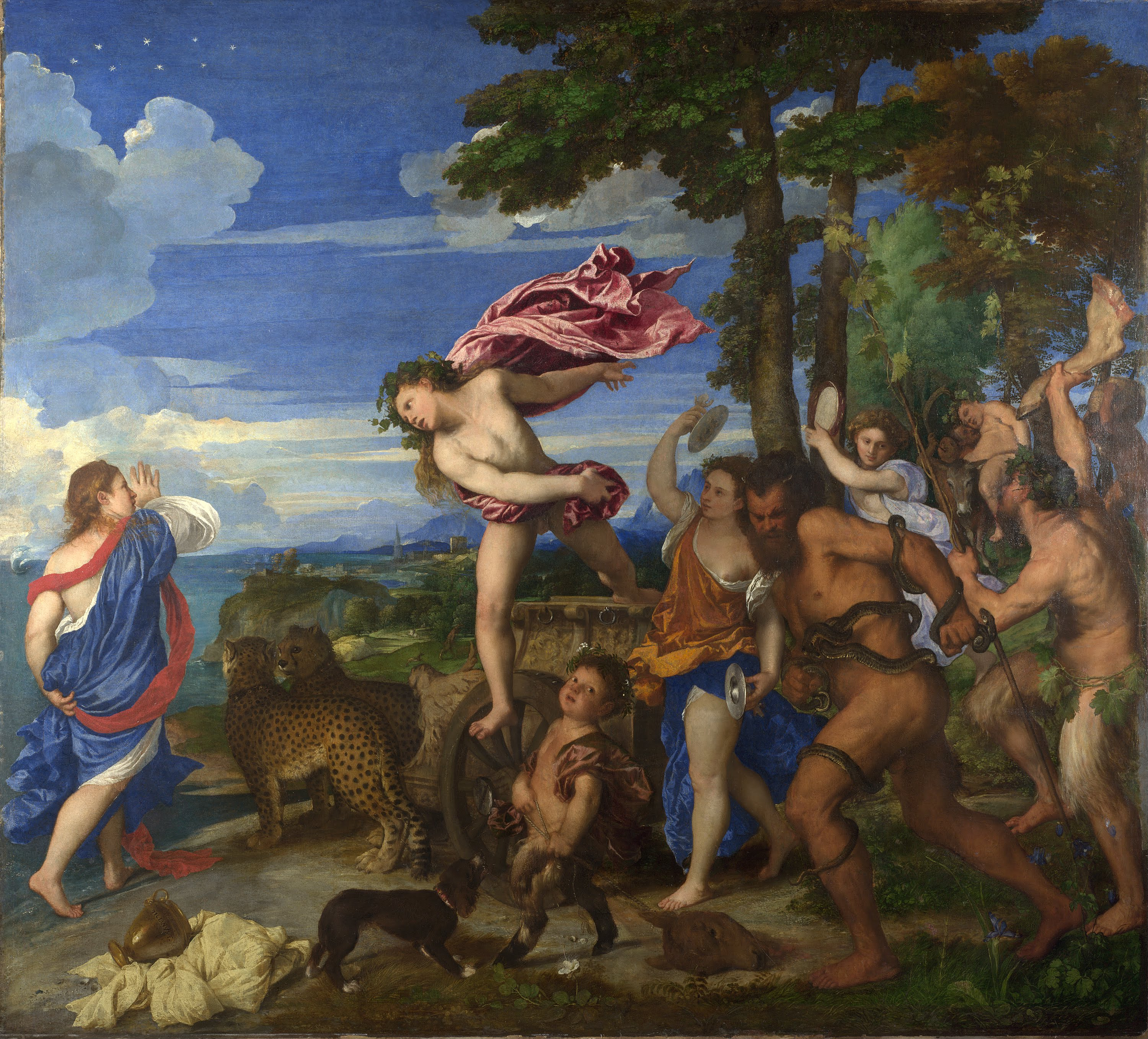
Titien, Bacchus et Ariane

À la fin du XVIIIe siècle, commencent des temps difficiles pour la famille romaine, qui conduisent au début du XIXe siècle, par la volonté de Marcantonio Borghese, à la cession de nombreuses pièces de la collection, en particulier des découvertes archéologiques, plus de cinq cents à l'époque, qui sont vendues à un marchand parisien (beaucoup d'entre elles sont ensuite conservées au musée du Louvre ). Son fils Camille Borghèse, après avoir épousé Pauline Bonaparte, vend plusieurs lots de la  collection d'antiquités directement à Napoléon Ier.
L'Adoration des bergers de Mantegna, Sainte Catherine d'Alexandrie de Raphaël, Le Festin des dieux de Giovanni Bellini et Bacchus et Ariane du Titien vont en héritage au neveu de Paolo Borghese Aldobrandini, Giovan Battista (mort en 1802). L'œuvre de Mantegna et celle de Raphael sont répertoriées entre 1792 et 1795 comme propriétés d'Alexander Day, passant de main en main jusqu'à parvenir au MET de New York pour la première et à la National Gallery de Londres pour la seconde, tandis que les deux bacchanales sont vues chez le peintre et mécène Vincenzo Camuccini en 1796. Ce dernier, en partenariat avec son frère Pietro, cède ensuite la toile de Titien à Alexander Day vers 1807, qui la vend à son tour à Thomas Hamlet en 1826, pour le compte de la National Gallery de Londres, tandis que le neveu de Camuccini, Giovanni Battista, hérite de la toile de Bellini à sa mort. Il la vend sur le marché étranger vers 1855 en faveur d'Algernon Percy (4e duc de Northumberland) ; elle passe ensuite d'héritier en héritier jusqu'à la vente définitive en 1916 au profit du musée national de Washington,,.

### XIXesiècle

#### La collection sous Camille Borghèse

##### Aliénation des œuvres antiques au profit des collections napoléoniennes
Au XIXe siècle, pendant l'occupation française, la pression fiscale s'accentue considérablement pour financer les guerres napoléoniennes, pesant lourdement sur les familles opposées aux Français. Face aux demandes pressantes venues de Napoléon lui-même et aux pressions fiscales et politiques de l'administration française installée à Rome, Camille Borghèse, fils de Marcantonio Borghese, est contraint de vendre une bonne partie de sa collection de statues romaines entre 1807 et 1809 à Napoléon pour la somme de huit millions de francs. Selon l'historien Ferdinand Boyer, Camille connait des difficultés financières à la suite de l'invasion napoléonienne et est contraint de vendre pour faire face aux dépenses du domaine, malgré sa collaboration active et constante avec les occupants français et son mariage avec la sœur préférée de Napoléon, Pauline. Le prince Borghèse ne reçoit même pas la totalité de la somme convenue : il est contraint d'accepter en paiement des terres et des droits miniers dans le Latium, réquisitionnés à cet effet par les forces napoléoniennes, et qui sont restitués aux propriétaires lors de la Restauration.
Pour contrer ces aliénations, le pape Pie VII publie l'édit de 1802 sur la conservation et la protection du patrimoine artistique de Rome, qui impose diverses limitations à l'aliénation des œuvres d'art à l'étranger, qui est suivi d'actes d'administratifs des États pontificaux en 1807, qui bloquent la vente de la collection Borghèse, tout le monde intellectuel de l'époque s'étant mobilisé contre celle-ci. La même année, Antonio Canova intervient en écrivant directement au pape un célèbre mémoire contre la vente des marbres de la collection Borghèse à Napoléon. Le sculpteur y soulève de nombreux doutes sur la légalité et la moralité de l'accord.
En voyant ces chefs-d'œuvre à Paris au Louvre en 1810, Canova dit à Napoléon :« Gran orrore Maestà! Vendere capi d'opera di quella sorta! Quella famiglia sarà disonora finché vi sarà storia! » (« Grande horreur, Votre Majesté ! Vendre des œuvres de ce genre! Cette famille sera déshonorée tant que vous vivrez ! »). Canova qualifie la vente de « un’incancellabile vergogna » (« honte indélébile ») pour les Borghèse, propriétaires de la « villa più bella del mondo » « plus belle villa du monde ». C'est ainsi que la statuaire romaine de la collection Borghèse, qui comprend l'Hermaphrodite endormi restaurée par le Bernin, Antinous Mondragone décrit par Winkelmann, le Gladiateur Borghèse, l’Era Borghese, l’Arès Borghèse, le Vase Borghèse, trouvé en 1645 dans les jardins de Salluste, forment le noyau de la collection de statuaire classique du musée Napoléon, aujourd'hui musée du Louvre. Environ 350 pièces de la collection Borghèse sont vendues, dont 170 bas-reliefs, 160 bustes, 30 colonnes et plusieurs vases.
Une fois le gouvernement papal rétabli avec le Congrès de Vienne, Camille Borghèse tente par tous les moyens de récupérer sa collection d'antiquités. En 1815, seule une petite partie des pièces est restituée à la famille Borghèse, probablement faute de paiement du prix demandé. Les tentatives de restitution de la collection échouent également en raison du manque de soutien du gouvernement papal au principal collaborateur de Napoléon. Antonio Canova, chargé entre-temps par le pape de retrouver les œuvres romaines volées lors des spoliations napoléoniennes, tente également de transférer celles de la collection Borghèse à Rome ; cependant, le contrat de vente stipulé entre Camille et Napoléon empêche que les œuvres soient considérées comme spoliées

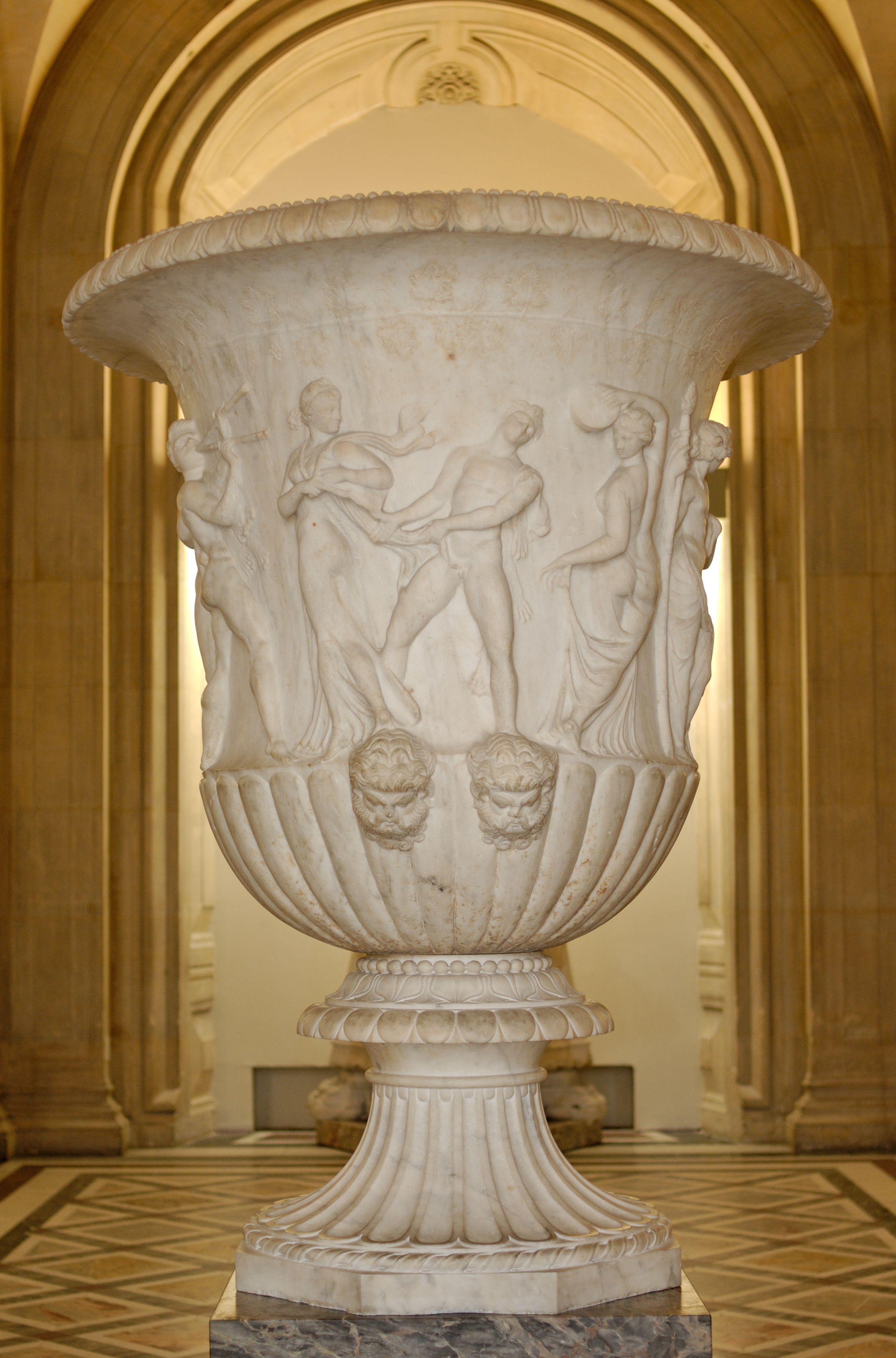
Vase Borghèse, musée du Louvre
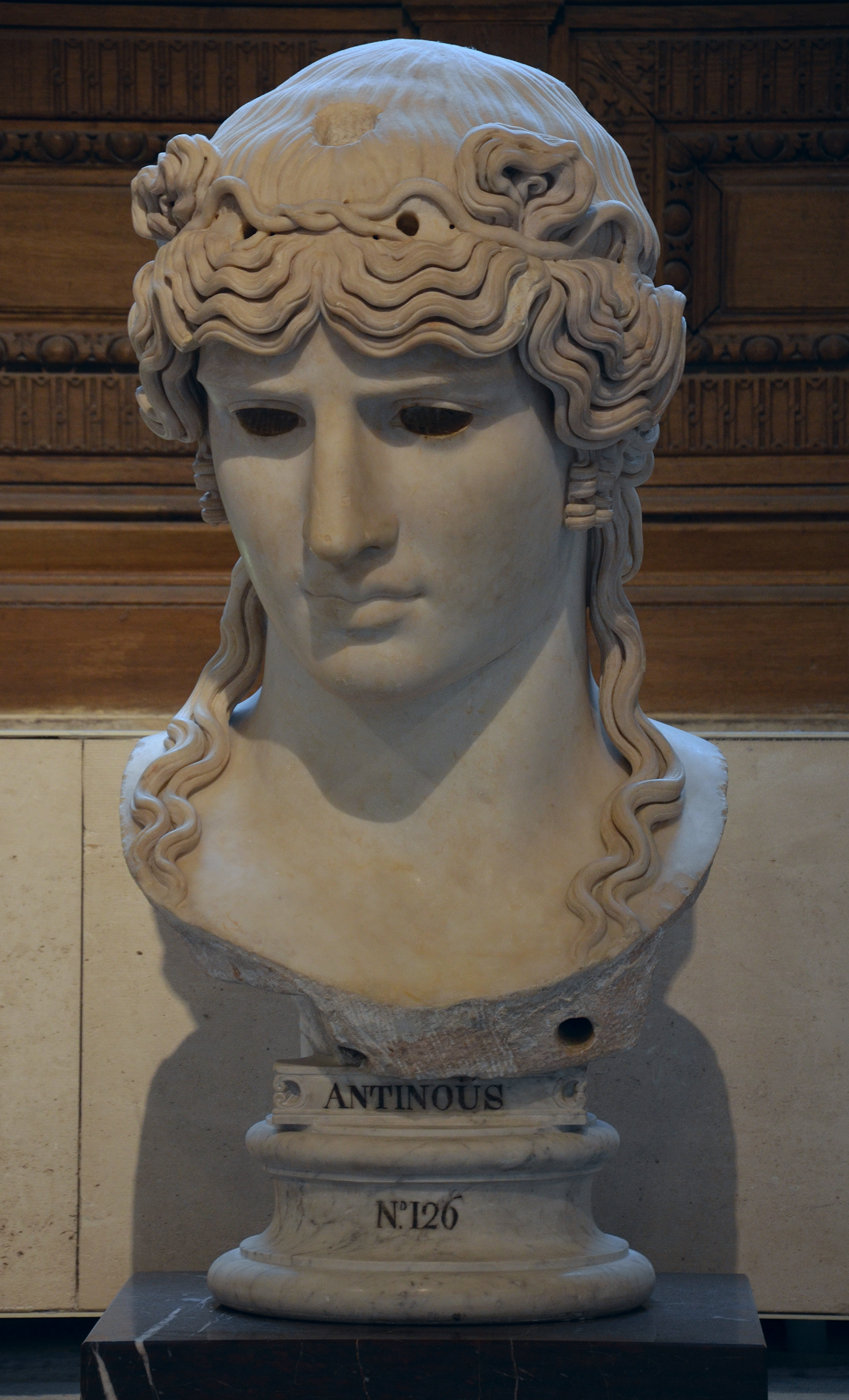
Antinous Mondragone, musée du Louvre

##### Vente d'œuvres picturales
Dans le contexte des spoliations napoléoniennes se déroulant dans toute l'Italie, les Borghèse, ainsi que les autres familles de l'aristocratie romaine, sont contraintes d'abandonner leurs œuvres d'art les plus précieuses en raison des impositions des dirigeants français : l'antiquaire anglais W. Buchanan écrit en 1824 que Napoléon a « imposé de grosses sommes d'argent aux princes et à la noblesse ( [...] ) qui s'étaient opposés à ses armées, et lorsqu'il vit qu'elles étaient payées, il renouvela ses exigences quand il pensait que les propriétaires d'œuvres d'art détenaient encore des trésors anciens : tel fut le sort des princes Colonna, Borghese, Barberini, Chigi, Corsini, Falconieri, Lancellotti, Spada et de nombreuses familles nobles de Rome. Ils furent forcés de vendre leurs tableaux... pour prouver qu'ils n'avaient plus les moyens de supporter ces taxes lourdes et continues ». En 1801, le tableau du Caravage, Le Souper à Emmaüs, aujourd'hui à Londres, est vendu à un antiquaire de Paris, Monsieur Durand, puis le Portrait du pape Jules II de Raphaël, probablement mis sur le marché et acheté par un antiquaire anglais, de sorte qu'il entre à la National Gallery en 1823, où il se trouve depuis, sont parmi les premières œuvres picturales à quitter la collection Borghèse.
Le Portrait de Jules II n'est pas la seule œuvre de Raphaël vendue pendant l'occupation française : les cessions d'autres œuvres comme Les Trois Grâces (aujourd'hui au musée Condé de Chantilly), Le Songe du chevalier et Sainte Catherine d'Alexandrie (maintenant à la National Gallery à Londres[pourquoi ?]) remontent à la même période.
Plus tard, en 1829, un nombre important de tableaux est vendu au roi de Prusse Frédéric-Guillaume III, notamment la Vierge à l'Enfant entre les saints Jérôme et François également de Raphaël (dite Madone Borghèse).

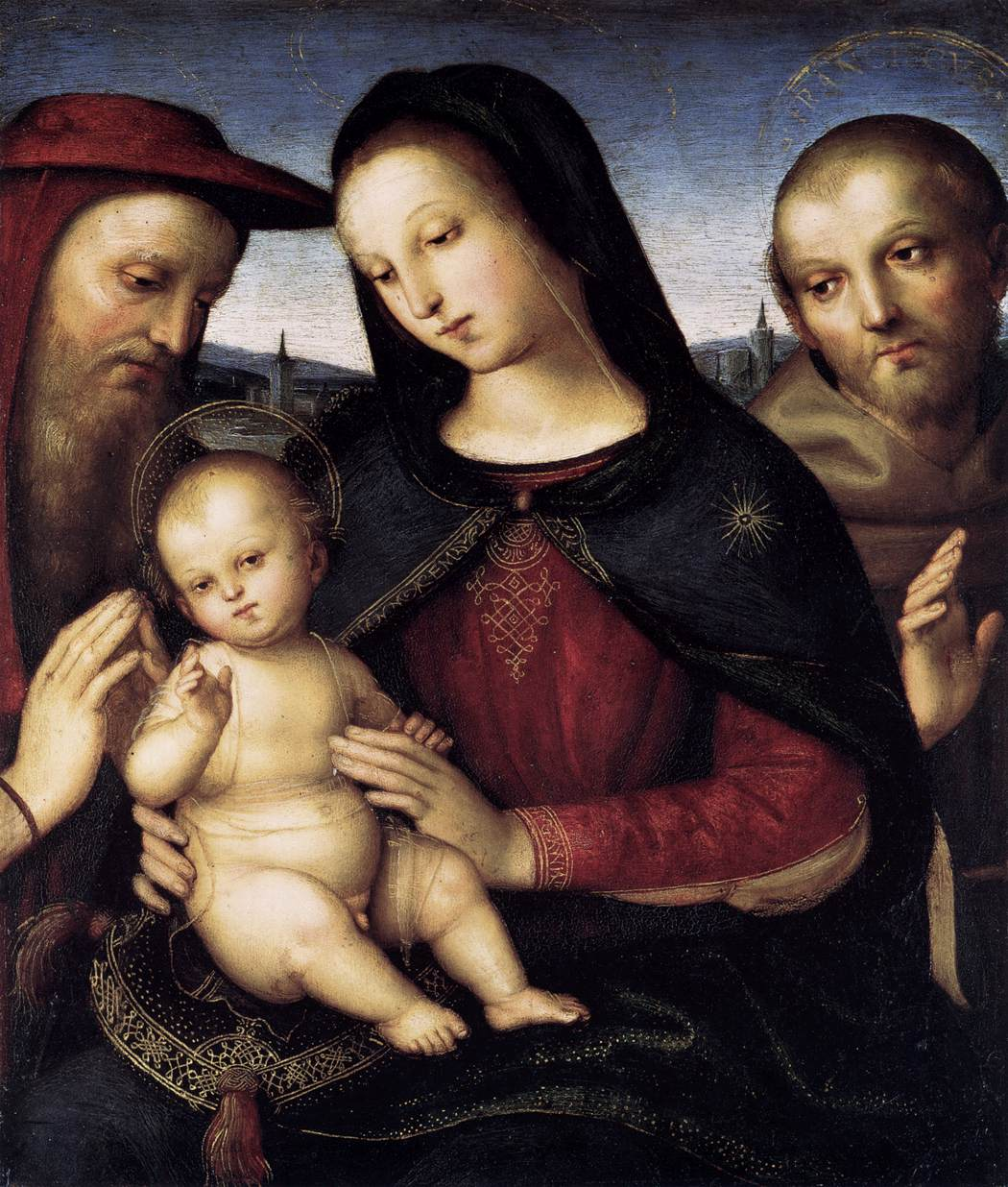
Raphaël, Vierge à l'Enfant entre les saints Jérôme et François, vers 1502, musées d'État de Berlin
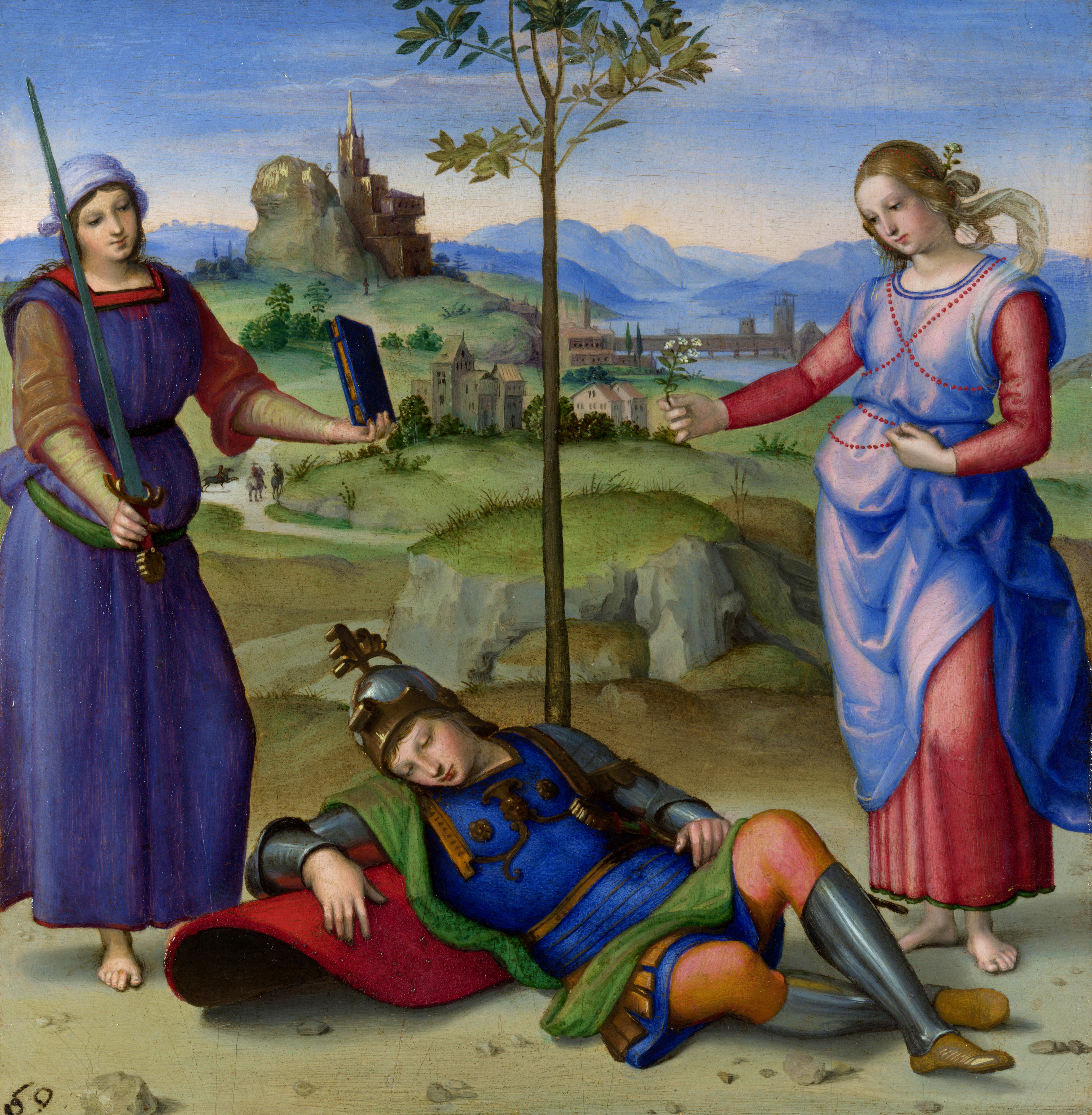
Raphaël, Le Songe du chevalier, 1504, National Gallery, Londres
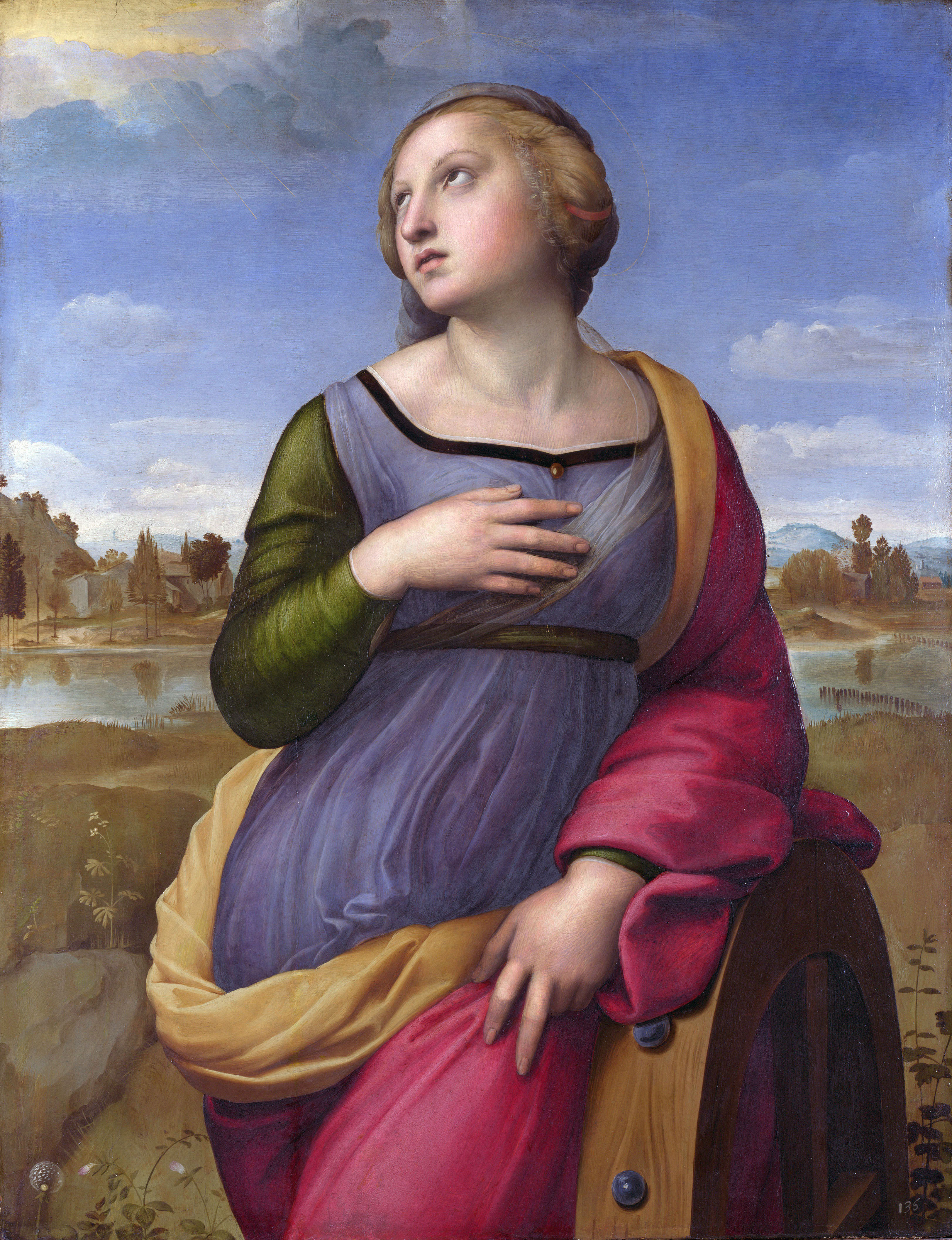
Raphaël, Sainte Catherine d'Alexandrie, vers 1507, National Gallery, Londres

##### Dernières acquisitions

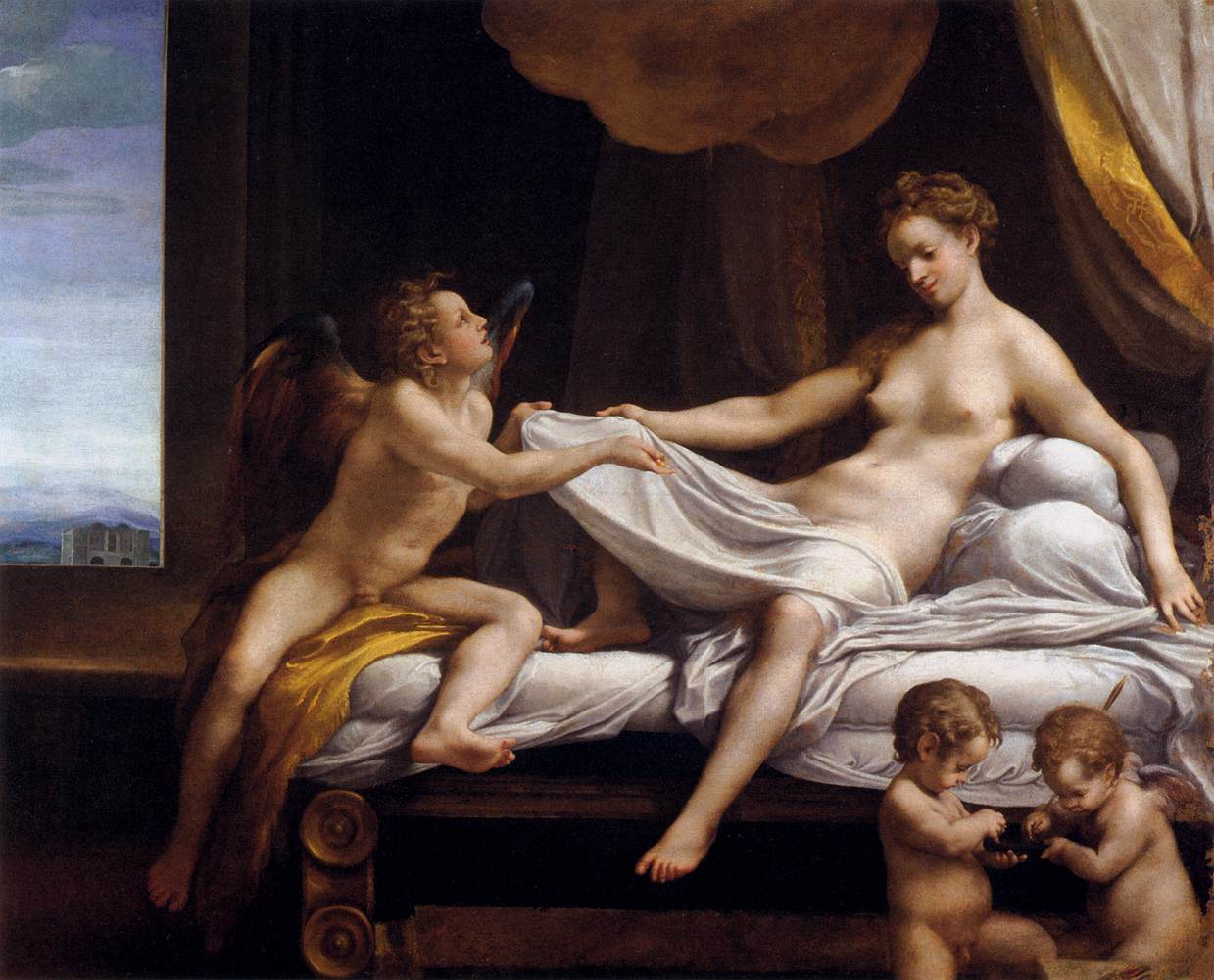
Le Corrège, Danaë, 1530, Galerie Borghèse.

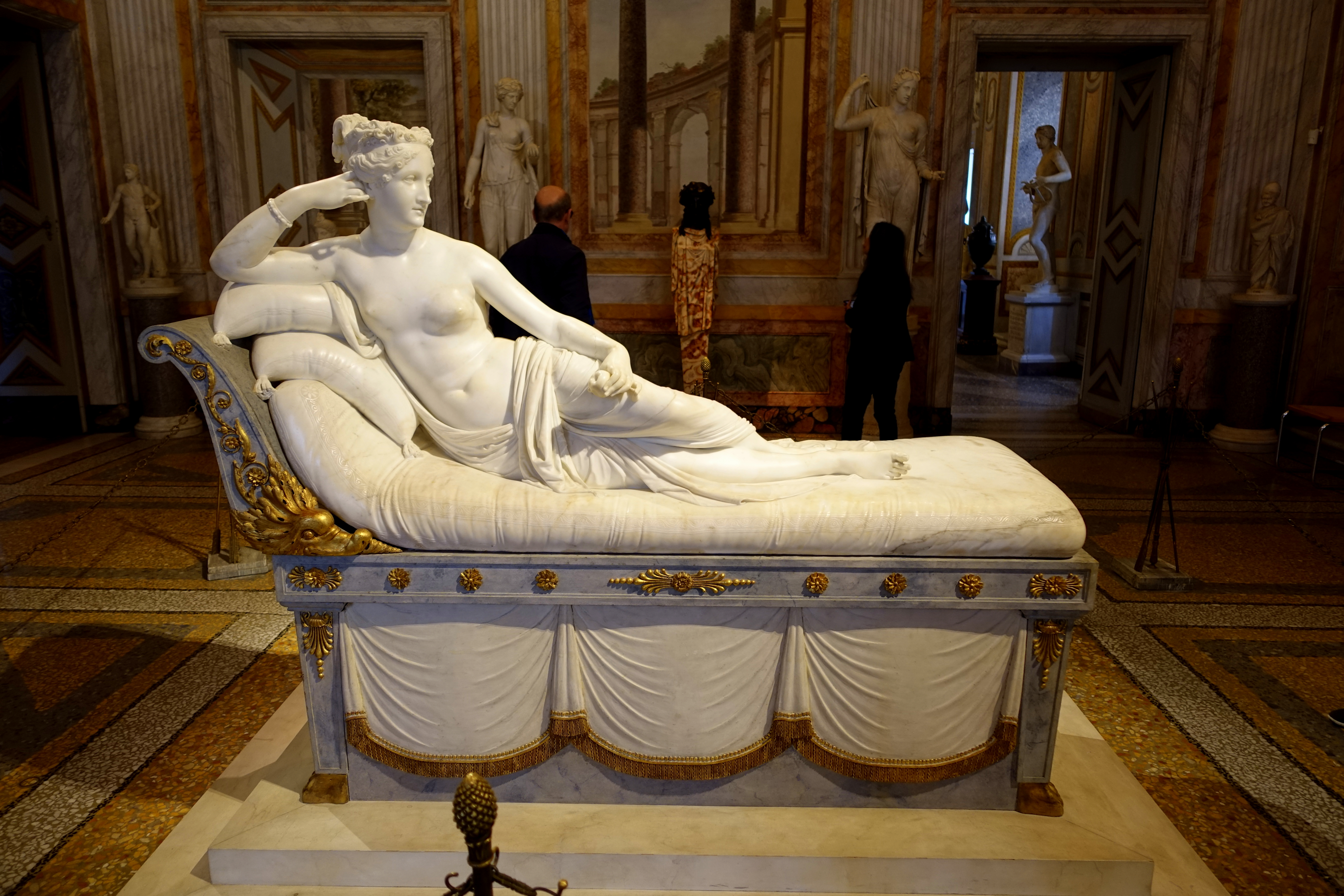
Antonio Canova, Pauline Bonaparte en Venus Victrix, 1805-1808, Galerie Borghèse.

Le prince Camille Borghèse ne reste pas immobile face à l'obligation tacite de céder une partie de la collection en faveur de Napoléon ; il s'efforce de tenter de restaurer la valeur artistique de la collection avec l'introduction de nouvelles pièces en provenance du marché des antiquités. Il entreprend alors de réparer les dégâts causés par les spoliations napoléoniennes en organisant une nouvelle exposition à la Villa Pinciana pour les œuvres restantes de la collection, repensant également un deuxième accès à la villa, ouvert directement depuis la Piazza del Popolo (Rome). Outre quelques œuvres perdues en 1807 et dont il réussit à reprendre possession, comme Minerve s'habillant de Lavinia Fontana, rachetée en 1816, Danaé du Corrège est la plus précieuse, qui entre dans la collection Borghèse, achetée en 1827 chez un antiquaire de Paris.
En outre, Camille est également responsable de la commande à Antonio Canova de Paolina Bonaparte en Vénus Victrix, qui remplit l'espace laissé dans la salle des Vases de la Villa Pinciana, ainsi appelée parce qu'elle était autrefois ornée du Vase Borghèse, prélevé et exposé au Louvre vers 1807. Camille meurt en 1832. Entre 1834 et 1835, d'autres œuvres sont découvertes à Monte Calvo in Sabina lors des fouilles d'une villa romaine commencées dix ans plus tôt.
En 1837, la villa Aldobrandini de Frascati porte à nouveau le nom de ses anciens propriétaires, dont le nom est rétabli en 1816 grâce au fidéicommis de deuxième génération demandé par les Borghèse au XVIIIe siècle, qui permet, par l'intermédiaire de Camille Aldobrandini, le deuxième fils de Francesco Borghèse, 7e prince de Sulmona, d'hériter et de restaurer le titre d'Aldobrandini.

##### Vente d'œuvres sculpturales de la fin duXIXesiècle
Après la chute de l'empire napoléonien dans les années 1830, afin d'éviter de nouvelles dispersions, le prince Francesco Borghèse signe en 1833 un accord qui rend l'ensemble de la collection inaliénable par un autre fidéicommis, qui renouvelle effectivement le premier rédigé par Scipione Borghèse en 1633, couvrant tous les biens meubles et immeubles présents dans la villa. Entre-temps, la collection s'est enrichie d'autres pièces trouvées dans des possessions  familiales dispersées sur tout le territoire pontifical, comme à Torrenova, où est découverte en 1834 la Mosaïque des Gladiateurs, datant de 320 après J.-C. (aujourd'hui dans la Galerie Borghèse).
Un premier aspect muséal de la galerie s'affirme dès 1841 avec le règlement de visite de la collection, même si de nombreuses œuvres restent dispersées parmi les différentes possessions familiales (elles sont regroupées et transférées à la Villa Borghese Pinciana seulement au XXe siècle ).  Cependant, dès 1888, les successeurs de Francesco Borghese, surtout le prince Paolo, reprennent la vente de certaines œuvres du patrimoine familial non liés au fidéicommis (ou il n'est pas vérifié si les termes du contrat de vente Borghèse ont été dissous pour permettre la vente de certaines de ces œuvres sur lesquelles le lien était initialement en vigueur).

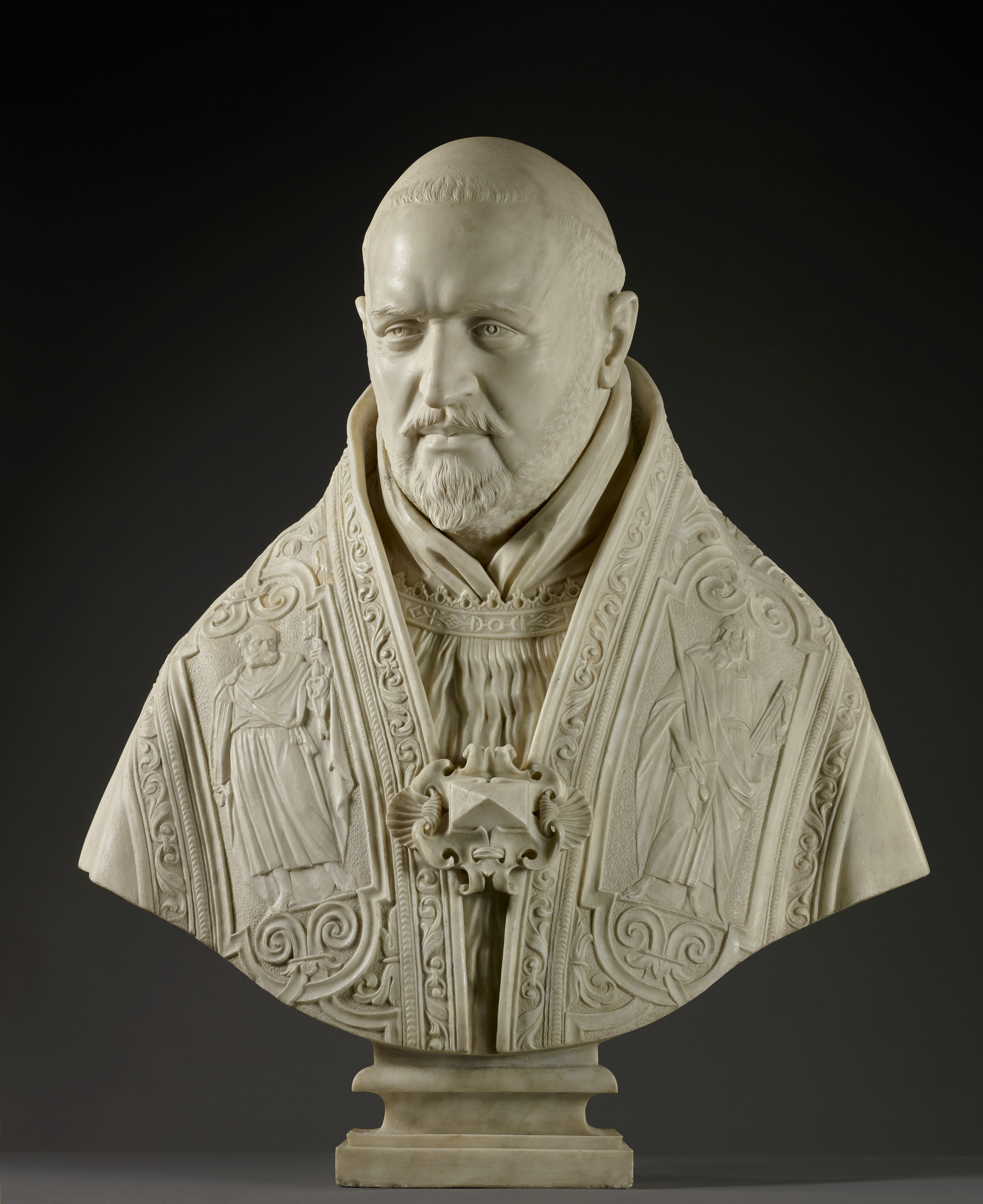
Le Bernin, Buste du pape Paul V, 1621, J. Paul Getty Museum.

Deux œuvres du Bernin sont vendues en 1891 à l'Américain Luther Kountze (elles étaient certainement au début au sein du fidéicommis Borghèse), commandées par le cardinal Borghèse en 1616, initialement placées à l'entrée du vignoble de Porta Pinciana : Printemps et Automne. Les deux œuvres sont conservées au MET de New York depuis 1990. Deux Bustes de Paul V créés par Le Bernin, directement commandés par le pape lui-même et conservés dans la « galerie » de la Villa Borghèse, sont vendus aux enchères à Rome entre le 13 et le 24 mars 1893, avec d'autres œuvres d'art de la collection Borghèse. Un buste passe dans une collection privée à Vienne (Autriche), mais à la fin du XIXe siècle toute trace en est perdue ; il est ensuite  redécouvert et réattribué au Bernin par Francesco Petrucci, l'un des plus grands experts du Bernin, et se trouve maintenant au J. Paul Getty Museum de Malibu (Californie). Un deuxième buste, en bronze, est vendu en 1892, puis transféré au Statens Museum for Kunst de Copenhague. Enfin, deux autres œuvres de Pietro Bernini de la Villa Borghèse sont arrivées à Bergame à l'Académie Carrara : La Vertu soumet le vice, avec l'aigle Borghèse en bas à gauche, et Andromède, citée dans les jardins de la villa.
En 1895, d'autres sculptures sont achetées par Carl Jacobsen et sont aujourd'hui conservées à la Ny Carlsberg Glyptotek de Copenhague. En 1899, le baron Rothschild tente d'acheter, sans succès, l'Amour sacré et Amour profane de Titien pour une somme de 4 millions de lires.

### XIXeetXXesiècles

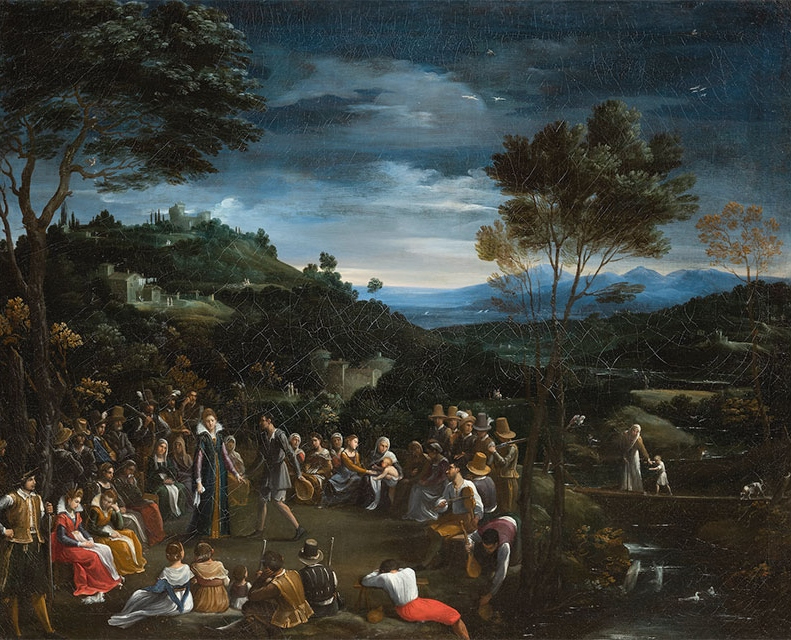
Guido Reni, Danse campagnarde, Galerie Borghèse.

En 1902, lorsque les finances des Borghèse s'effondrent, les collections sont achetées par l'État italien pour 3,6 millions de lires, qui à cette occasion reprend également la Villa Borghèse Pinciana, propriété du prince Paolo ; l'unité du jardin avec le bâtiment a été perdue dès 1903, lorsque l'État a vendu l'espace vert à la municipalité de Rome. Les archives Borghèse sont achetées par le pape Léon XIII et sont aujourd'hui conservées dans les Archives apostoliques du Vatican. En 1908, l' Enlèvement de Proserpine du Bernin est racheté par l'État et transféré la même année à la Galerie Borghèse.
Les collections archéologiques sont parmi les plus importantes de Rome, avec environ 350 pièces réparties dans les différentes propriétés de la famille ; la plupart des œuvres picturales et archéologiques, qui constituent aujourd'hui le musée de la Galerie Borghèse proviennent à la fois de la villa elle-même, mais aussi de la résidence du Borgo (le palais Giraud-Torlonia) et du palais Borghèse près de la via del Corso, où elles se trouvaient jusqu'au début du XXe siècle, avec une grande partie de la galerie de tableaux, dont le Retable Baglioni de Raphaël, La Chasse de Diane et la Sibylle de Cumes du Dominiquin, L'Enlèvement d'Europe du Cavalier d'Arpin, ainsi que quelques Madones de Francesco Francia, Lorenzo di Credi, Andrea del Sarto, Lorenzo Lotto, Giulio Romano, la Danaé du Corrège, L'Amour sacré et Amour profane de Titien, Le Christ en croix de van Dyck et une Déposition de Rubens.
En 2008, la toile de la Danse campagnarde de Guido Reni est achetée par l'État italien pour la Galerie ; elle appartenait à la collection de Scipione Borghese et a probablement été vendue au XIXe siècle ; elle a été retrouvée lors d'une vente aux enchères à Londres. En 2018, le Portrait du prince Camille Borghèse en habits napoléoniens peint par François Gérard, élève de Jacques-Louis David, apparaît sur le marché des antiquités : le tableau provient directement des héritiers Borghèse et est vendu à The Frick Collection de New York, après une autorisation d'exportation incorrecte de l'Académie des beaux-arts de Bologne.

## Galerie Borghèse
La villa Borghèse abrite encore une grande partie de la collection dans ce qui est appelé la Galerie Borghèse. Nombre des sculptures qui s'y trouvent sont exposées aux endroits pour lesquels elles ont été créées, y compris les œuvres du Bernin.

### Peintures du Caravage
- Garçon avec un panier de fruits, 1593–1594
- Le Jeune Bacchus malade, 1593–1594
- La Madone des palefreniers, 1605–1606
- Saint Jérôme écrivant, 1605–1606
- David avec la tête de Goliath, 1609-1610
- Saint Jean-Baptiste, 1609-1610

### Autres peintures remarquables

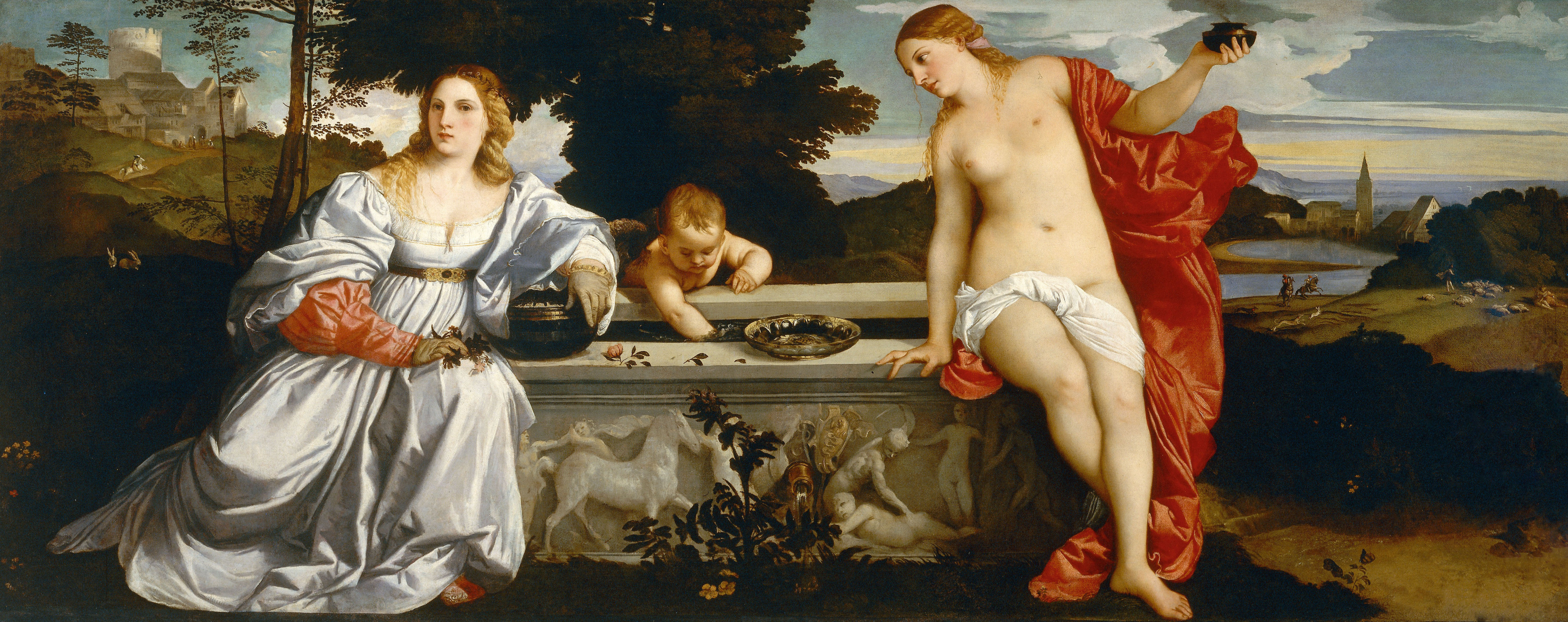
Titien, L'Amour sacré et l'Amour profane.

- Amour sacré et Amour profane et Vénus bandant les yeux de Cupidon du Titien
- La Déposition de Raphaël
- Danaé du Corrège
- Portrait d'homme (en) d'Antonello de Messine
- Adoration de l'Enfant de Fra Bartolomeo
- Adoration de l'Enfant de Piero di Cosimo
- La Chasse de Diane du Dominiquin
- Vénus et Cupidon de Lucas Cranach l'Ancien
- Melissa, Apollon de Dosso Dossi
- La Déposition de Rubens
- Tobie et l'Ange de Giovanni Gerolamo Savoldo
- Vierge à l'Enfant avec saint Ignace d'Antioche et saint Onophrius de Lorenzo Lotto
- Énée fuyant Troie de Federico Barocci
- La Cène de Jacopo Bassano
- Diverses œuvres de Federico Barocci dont Énée fuyant Troie
- Prédication de Jean-Baptiste et Prédication de saint Antoine de Padoue de Paul Véronèse
- Léda et le Cygne de disciples de Léonard de Vinci.

### Collection d'œuvres du Bernin
La petite collection d'œuvres du Bernin (dont Scipione fut le premier mécène) comprend une grande partie de sa production de sculptures profanes ; son éventail va d'œuvres de jeunesse, telles que La Chèvre Amalthée avec l'Enfant Jupiter et un Faune (1615), Énée, Anchise et Ascagne (vers 1618), aux dynamiques Apollon et Daphné (1622–25) et David (1623), considérées comme des œuvres majeures de la sculpture baroque. De plus, la Galerie Borghèse présente trois bustes : deux du pape Paul V (1618–20) et un de son mécène, Scipione Borghese (1632). La collection comprend enfin des premières œuvres maîtrisées qui tiennent un peu du maniérisme, telles que Énée, Anchise et Ascagne (1618–1619) et Le Rapt de Proserpine (1621–22), imitation de l'œuvre de Giambologna, ainsi qu'une allégorie personnelle de La Vérité (1646–52).

### Autres
- Faune sur dauphin, groupe statuaire romain en marbre blanc du IIe siècle ;
- Satyre dansant, statue romaine en marbre pentélique du IIe siècle ;
- La Bohémienne, sculpture de Nicolas Cordier, 1607-1612 ;
- Tête de Bacchus, sculpture de Luigi Valadier, 1773-1774 ;
- Mosaïque des Gladiateurs, mosaïque datant de la fin de la période impériale (environ 320).

## Acquisitions du Louvre

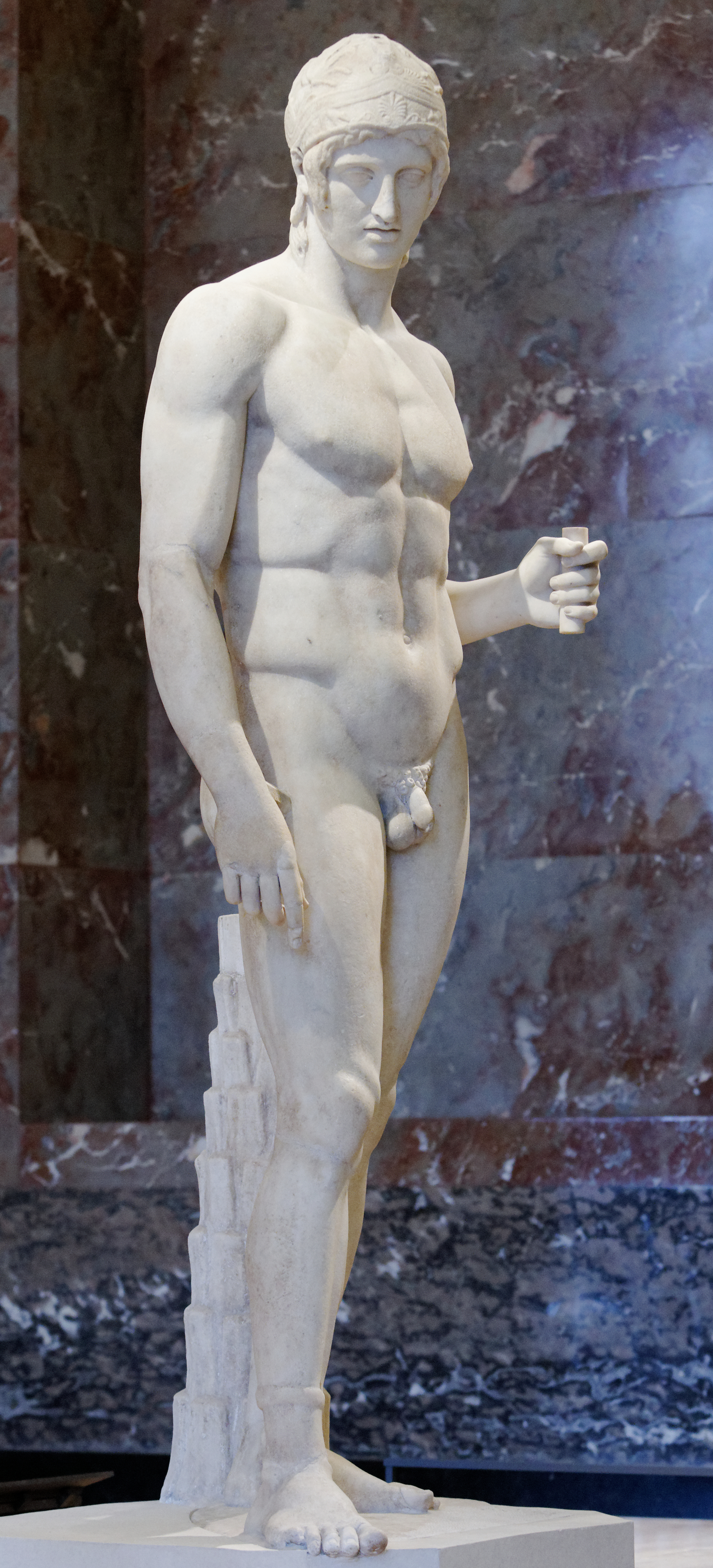
Arès Borghèse, musée du Louvre.

En 1807, à cause d'ennuis financiers et des pressions exercées par son nouveau beau-frère, Napoléon Ier, Camille Borghèse vendit 344 pièces antiques de la collection (154 statues, dont quelques pièces de premier ordre ; 160 bustes, 170 bas-reliefs, 30 colonnes et divers vases) à l'État français à un tarif inférieur aux prix du marché : estimée 3 900 000 francs, la collection fut payée 13 000 000 francs en 1807, somme jugée alors exorbitante. Parmi ces pièces, conservées maintenant au musée du Louvre, se trouvent :
- des sculptures qu'on avait récemment dégagées à Gabies, dont Claude en nudité héroïque ;
- Les Trois Grâces ;
- l'Antinous Mondragone ;
- l'Apollon sauroctone ;
- le Gladiateur Borghèse ;
- l'Hermaphrodite Borghèse ;
- le Satyre verseur ;
- le Maure Borghèse ;
- le vase Borghese ;
- la Vénus vulgaire.

Camille Borghèse les remplaça par d'autres pièces mises au jour par des fouilles sur sa propriété (dont la Mosaïque des Gladiateurs, trouvée en 1834) et des peintures provenant des magasins et des caves de ses résidences, de sorte que les pertes de 1807 semblaient être compensées dès les années 1830, et la collection était encore reconnue pour l'une des plus belles du monde. Camille acheta même la Danaé du Corrège à Paris en 1827.